# 日本本土空襲

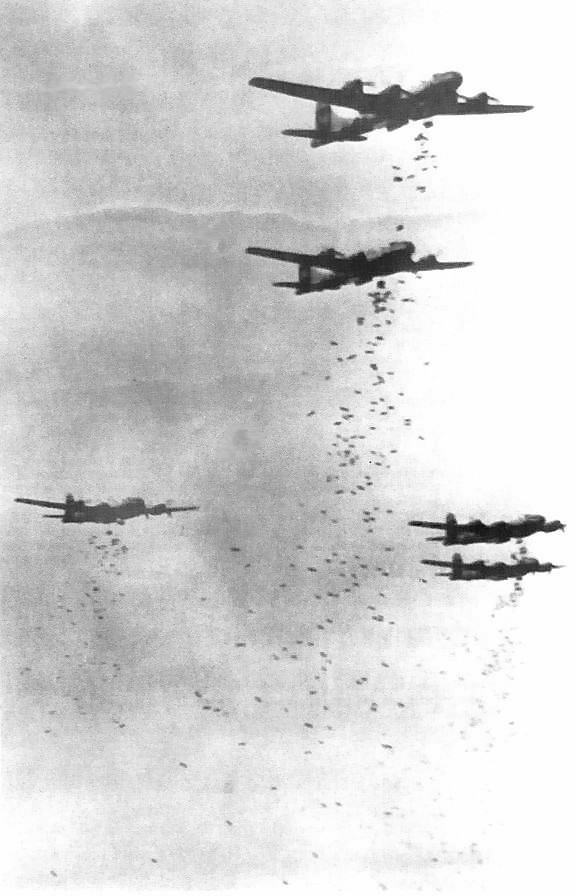
空襲の主力となったB-29戦略爆撃機による爆弾投下

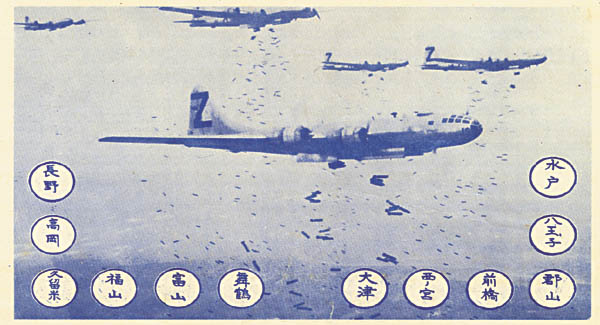
米軍の空爆予告の伝単

日本本土空襲（にほんほんどくうしゅう）は、日中戦争以降に連合国軍が大日本帝国各都市や工場などに対して行った空襲である。
1938年の中華民国空軍による九州侵入が初であり、以後1944年（昭和19年）11月24日から本格化し、1945年春頃から本格的な戦略爆撃となり、大規模な無差別爆撃も実施された。主力となったアメリカ陸軍航空軍のB-29爆撃機、B-24爆撃機により日本の主要都市は焦土と化し、史上初の核攻撃（日本への原子爆弾投下）も実施され、数十万人から百万人が死亡した。

## 経過

### 戦略爆撃の実施前
日中戦争（支那事変）中の1938年（昭和13年）2月23日に当時は日本領外地だった台湾の台北松山基地にソ連空軍志願隊と中華民国空軍が共同で空襲を行い、民間人に若干の被害が出た。
1938年（昭和13年）5月20日に中華民国空軍のB-10爆撃機が九州に侵入し、反戦ビラを投下した（人道遠征）。これが日本本土が受けた初の空襲である。その後、日本軍は同年12月から重慶爆撃を開始した。
太平洋戦争における日本本土の初空襲は1942年（昭和17年）4月18日のドーリットル空襲だった。日本本土を航続距離内に収める長距離爆撃機と陸上基地をまだ持たなかったアメリカ軍は、航空母艦「ホーネット」などからなる機動部隊を日本本土東方海上に進出させて双発中型爆撃機のB-2516機を発進させ、東京、川崎、横須賀、名古屋、神戸などを爆撃し、中華民国軍支配領域へ脱出した。
その後、日本軍も6月と9月にオレゴン州に、伊号第二十五潜水艦の備砲による艦砲射撃と、艦載機によるアメリカ本土空襲を行った。
1943年（昭和18年）11月25日には中国大陸を発進した米中航空部隊が、台湾に対する新竹空襲を実施した。

### 戦略爆撃の準備
太平洋戦争1941年11月、アメリカ陸軍参謀総長ジョージ・マーシャルは秘密記者会見で、米領フィリピンの基地から日本都市を焼夷弾爆撃する構想を述べる。日米開戦直前、アメリカ政府はボーイングに、まだ試験飛行もしていないB-29爆撃機を250機も発注し、真珠湾攻撃で発注数を倍加させ、翌1942年2月にはゼネラル・モーターズ、ノース・アメリカン、ベル・エアクラフトにも協力を求め1,600機の生産を命じた。しかし、実現まで2年を要した。
1942年に日本軍が焼夷弾によるアメリカ本土空襲を行うと、米軍も焼夷弾の開発に踏み切り、1942年には投下後バラバラになって着地すると尾部からナパームを噴射しながら跳びはねるという強力な着火能力を持つM69焼夷弾が開発された。M69を開発した国防研究委員会（NDRC）焼夷弾研究開発部門長で、スタンダード・オイル社副社長のラッセルは「軍需工場を爆撃する精密爆撃よりも焼夷弾による市街地絨毯爆撃を行うべきだ」と主張した。
1943年のNDRC作成の情報部焼夷弾レポートでは「日本の都市はほとんどが木造住宅でしかも過密なため大火災がおきやすい、住宅密集地域に焼夷弾を投下して火災をおこし、住宅と混在する、ないしはその周囲にある工場も一緒に焼き尽くすのが最適の爆撃方法である」と報告された。
1943年8月27日、アメリカ陸軍航空軍司令官ヘンリー・アーノルド大将は日本本土空襲計画を提出する。日本都市産業地域への大規模で継続的な爆撃を主張し、焼夷弾の使用にも言及していた。アーノルドは科学研究開発局長官ヴァネヴァー・ブッシュから「焼夷攻撃の決定の人道的側面については高レベルで行われなければならない」と注意されていたが、アーノルドが上層部へ計画決定要請を行った記録はない。
1943年2月に、日本都市の建築特性に適した爆撃戦略を練るためにアーノルドは、作戦分析委員会COAに目標の検討を依頼しており、COAから1944年10月10日付で『極東における経済目標に関する追加報告書』が提出され、第一目標を航空産業、第二目標を都市工業地域、第三目標を機雷の空中投下による航行妨害としており、第二目標は本州六都市に対する焼夷攻撃であり、9月のCOA会議では六都市の住民58万4000人を殺した時に起こる完全な混乱状態の可能性が論じられた。戦略情報局長ウィリアム・マックガヴァンは心理的効果を主張し、日本の子供は火事に対する恐怖を刷り込まれているので焼夷弾はパニックと結びつきやすいので、地域爆撃を全面支持し、「地獄を引き起こせ。国中の日本人に参ったと言わせろ」と提案した。アーノルドはこの追加報告書を採択した。
1943年8月、米英首脳がカナダのケベックでケベック会談を行い、中国を基地とするB-29の28機ずつの10編隊（逐次20編隊に増強）から始め、米英と戦っていたドイツの降伏から12か月以内に日本を屈服させることを目標にしたセッティング・サン計画がアメリカから提案された。米陸軍のジョセフ・スティルウェルは兵站の支援が困難と考え、セッティング・サン計画の代案として、中国大陸の桂林―長沙に沿う数基地を前進基地とし、英領インドのカルカッタ地区を駐留飛行場とするツヮイライト計画を提出した。1943年10月13日、航空本部長ヘンリー・アーノルドはツヮイライト計画の改訂案をアメリカ合衆国大統領フランクリン・ルーズベルトに提出。前進基地を中華民国四川省の成都とし、日本本土攻撃の開始を1944年4月1日と予定した。大統領はこれを承認し、11月10日に英国と中国から飛行場の確保を取り付け、この計画は日本の早期持続爆撃を目的としたマッターホルン作戦として発足した。

### 戦略爆撃の実施後
1944年（昭和19年）6月にB-29爆撃機による初めての空襲が八幡製鉄所を目標にして中国の成都の基地から行われた（八幡空襲）。成都からの爆撃はB-29航続距離の制約で九州北部しか爆撃できず、成都へのB-29用燃料輸送の困難のため出撃回数も限られていた。
マリアナ・パラオ諸島の戦いに勝利したアメリカはマリアナ諸島に大規模な航空基地を建設し、日本本土の大半がB-29の攻撃圏内になった。空母搭載機による日本本土への攻撃（主に機銃掃射）も、沖縄に対する1944年10月10日の「十・十空襲」、1945年2月の関東地区空襲（ジャンボリー作戦）などが行われた。
当初1944年（昭和19年）11月、第21爆撃集団司令官ヘイウッド・ハンセル准将は1944年11月23日から出撃命令を出し、初空襲は1944年11月24日となったが、マリアナ基地の未完と悪天候で戦果が上がらなかった。東京、名古屋に対する爆撃で主目標を中島飛行機、三菱重工、第2目標を市街地とする爆撃の命令を行いつつも、11月29日には、東京工業地域を第一目標とした最初のレーダー照準による夜間爆撃が行われ、1945年1月3日には名古屋のドック地帯と市街地を第一目標とした昼間爆撃を実施している。これらの爆撃でハンセルは焼夷弾による無差別爆撃をテストしており、大規模な無差別爆撃の準備を進めていた。
アメリカ陸軍航空軍司令官ヘンリー・アーノルドは中国からのB-29の爆撃をやめさせてその部隊をマリアナに合流させ、1945年1月20日、ハンセルの後任としてカーチス・ルメイ少将を司令官に任命した。アーノルドはルメイが中国から行った高い精度の精密爆撃の腕を買い、1944年11月13日の時点でルメイの異動を検討していた。また、ルメイは、中国で作戦中の1944年12月、漢口大空襲でB-29と焼夷弾による大規模な都市空襲を実行して市街地に大損害を与えた経験があった。
ルメイは既にハンセルによって準備、実験された無差別爆撃の方針、戦術を基本的に踏襲したが、ルメイの独創性は進入高度の変更にあった。従来は高度8,500メートルから9,500メートルの昼間爆撃を行っていたが、高度1,500メートルから3,000メートルに変更、理由はジェット気流の影響を受けないこと、エンジン負荷軽減で燃料節約し多くの爆弾を積めること、爆撃が正確に命中すること、火災を密度で合流し大火災にできることであった。しかし低空では敵の迎撃機、対空砲があるため夜間爆撃にした。また機銃、弾薬、機銃手を外し爆弾を200キログラム増やせるようにし、編隊ではなく単機直列に変更、これに乗員は恐怖したが、B-29の損害は軽微だった。3月10日の東京大空襲から焼夷弾を集中投下する無差別爆撃が本格的に開始され、耐火性の低い日本の家屋に対し高い威力を発揮した。
1945年4月7日以降、米軍は硫黄島の戦いで制圧した硫黄島に配備したP-51戦闘機やP-47戦闘機、イギリス海軍空母艦載機のシーファイアなどの戦闘機も空襲に参加、B-29爆撃隊の護衛にあたり、地上施設の攻撃も行った。硫黄島は日本爆撃の際に損傷したり故障したりしたB-29の不時着用の基地として重要だった。また、B-29は関門海峡や主要港湾への大規模な機雷投下も行い日本の海上輸送を妨害した（飢餓作戦）。
公式な第二次世界大戦の最後の戦死者は、8月15日の午前10時過ぎに、イギリス海軍空母「インディファティガブル」から化学製品工場を爆撃すべく千葉県長生郡に飛来したグラマン TBF アヴェンジャーが日本軍に撃墜され、乗組員3名が死亡したものだった。なお、同作戦でシーファイアが零式艦上戦闘機との戦闘で撃墜され、フレッド・ホックレー少尉がパラシュート降下し捕えられ、その約1時間後に玉音放送があったもののそのまま解放されず、夜になり陸軍将校により斬首された事件も発生した（一宮町事件）。
なお、空襲以外の日本本土への攻撃として、英米海軍艦船などによる釜石艦砲射撃や室蘭艦砲射撃のような艦砲射撃も行われており、茨城県日立市、静岡県の清水市（現在の静岡市清水区）や浜松市など製鉄所や軍需工場が存在するいくつかの工業都市が破壊された。1945年（昭和20年）5月31日には台北大空襲が行われた。

### 原爆投下
マリアナ基地にいた原爆投下を任務とする第509混成部隊は、1945年7月20日、東京空襲に初めて参加した。目的は、日本人に単機による高空からの一発の爆弾投下に慣れさせるためであった。以降、広島市、京都市、福岡県小倉市（現在の北九州市）は原爆投下目標地のため爆撃を禁止されたが、他は自由に爆撃させた。
1945年8月、広島市と長崎市への原子爆弾投下が実行された。
原爆投下目標の選定については、ルーズベルト大統領死去に伴い昇格したハリー・S・トルーマン大統領が、婦女子の被害を避けるため原爆攻撃目標から東京と京都は除くようヘンリー・スティムソン陸軍長官に指示し、原爆投下目標都市は広島・小倉・新潟・長崎と決定されたとする説、原爆投下作戦命令書を立案した第509混成部隊長ポール・ティベッツ大佐が細目を決める際、第21爆撃集団司令官カーチス・ルメイ中将が「京都は大した軍事的目標ではない。神社みたいなものがいっぱいあるだけだ。それに普通の市民を爆撃してみたって何の役にも立ちはしない―引き合わんよ」と反対して軍事施設の多い広島への投下を支持したためとする説などがある。
京都が大規模空襲を免れた経緯については、文化財保護の目的で作成されたウォーナーリストによって京都の大規模空襲が避けられたという説があるが、実際には初期の段階で原爆投下目標都市として京都が計画されていた上に、小規模ながら西陣地区などの京都空襲も行われており、文化財保護の為に京都を空襲しなかったという説は根拠性が乏しい。
ポツダム宣言受諾後にも既に開始していた空襲は継続され、8月15日の空襲を予告したビラも投下されていたが、玉音放送を妨害しないため15日未明の土崎空襲終了を最後に爆撃は終了した。

### 戦後
終戦後、日本本土空襲について米国戦略爆撃調査団によって報告書が作成されまとめられた。サンフランシスコ講和条約によって日本国政府がアメリカへの補償請求権を放棄したことで、無差別爆撃を含む日本本土空襲に関する補償も行われることはなかった。しかし、連合国軍による無差別爆撃による民間人の大量虐殺に関しては戦時国際法違反であることが指摘されている。国外でも、アレクサンドル・パノフ（ロシア連邦元駐日大使）が「米国は、日本国民に対して少なからぬ重大な戦争犯罪を行いました。1945年3月10日の東京大空襲では一日で10万人以上の民間人が亡くなり、大阪、名古屋、その他の都市もそうした空襲に見舞われ、1945年8月の6日と9日の広島と長崎への原爆投下ですべてが終わりましたが、地表から消されたそれらの都市は、事実上、何ら軍事的意義を有してはいないのでした」と述べている。
戦時災害保護法は1946年9月に廃止されており民間の空襲被害者は日本国政府からも補償を受けられずにおり、1976年から訴訟が提起されているが、2022年時点で全て原告が敗訴している。

## 空襲の方法
攻撃は、B-29に代表される戦略爆撃機による爆撃のみならず、英米の空母艦載機や硫黄島などから飛来する機体による爆撃や機銃掃射も行われた。また、航空戦力によってだけではなく、沿岸部の都市では艦砲射撃によっても攻撃された所もある。
米軍は事前に爆撃候補地には何度もB-29を飛ばして偵察を行い、爆弾の必要量の見積もりまで行い、緻密な攻撃計画を立てていた。
米軍の戦時情報局は、戦況の正確な情報を持たない一般日本国民に対して「リーフレット心理作戦」を実行した。宣伝ビラ（伝単）をB-29から撒くという方法で工作は行われ、米軍は1945年2月から終戦まで計460万部のビラを投下した。内容は「大本営発表の虚実を暴いたもの」「軍閥が諸悪の根源であり天皇は関係ない」「空襲の日時、場所の予告」が主だったが、仙台空襲を予告するビラに「仙台よい町 森の町 7月10日は灰の町」と印刷するなど、投下地域に合わせて文言を変える工夫もしていた。空襲の場所と日時をビラで事前に予告し、実際にB-29が空襲することはビラの信用性を大いに高めた。特に7月28-29日の第12回中小都市空襲では、青森市、岐阜県大垣市、愛知県一宮市、愛媛県宇和島市、三重県津市や宇治・山田に空襲予告ビラが一斉に投下され、その24時間後に大空襲があった。この大規模ビラ投下は8月1日、8月5日にも実行された他、原爆投下のニュースもビラでされた。日本国民の中には、ビラの内容以上にビラの上等な紙質に衝撃を受ける者もいた。

## 日本の対策

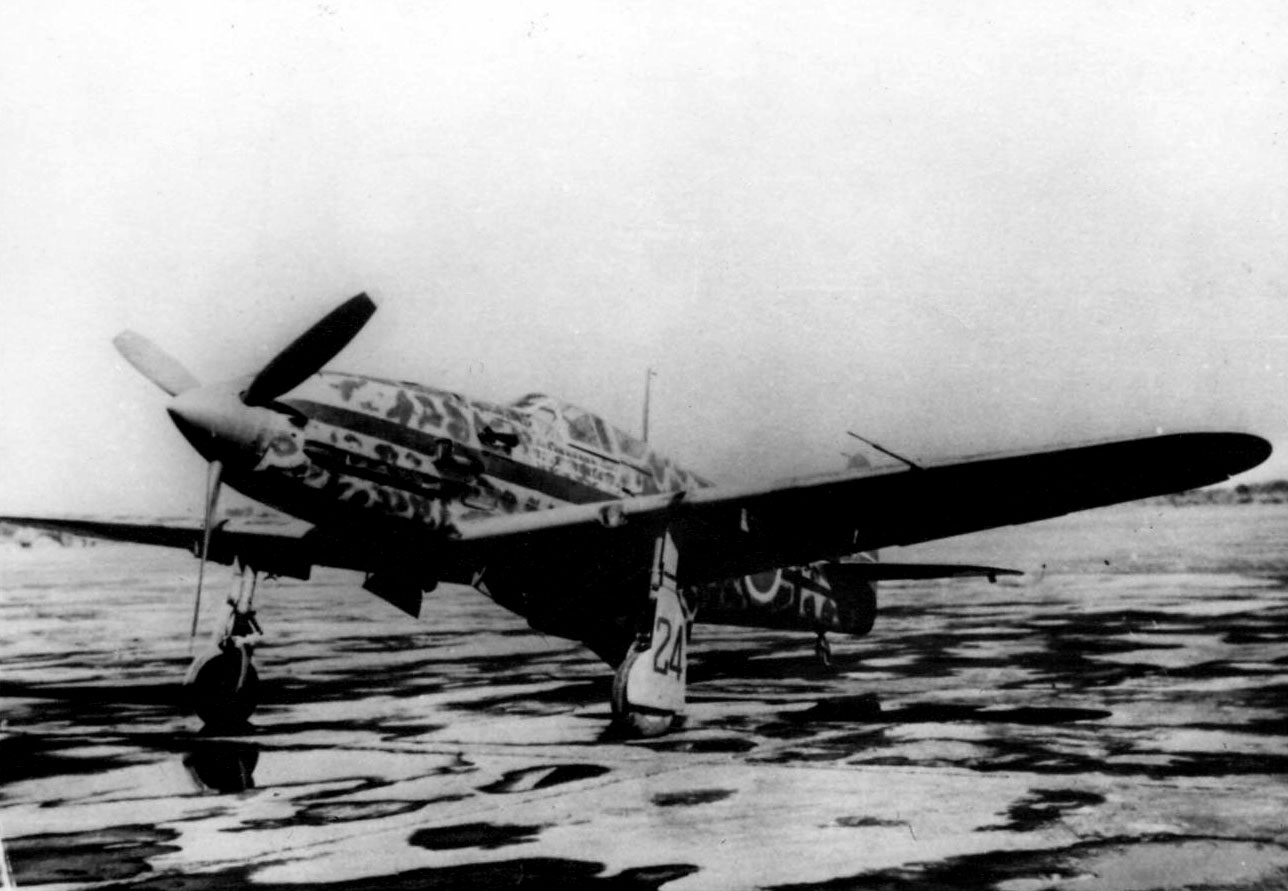
操縦席側面にB-29をかたどった撃墜マークを多数描いた陸軍飛行第244戦隊の三式戦闘機「飛燕」

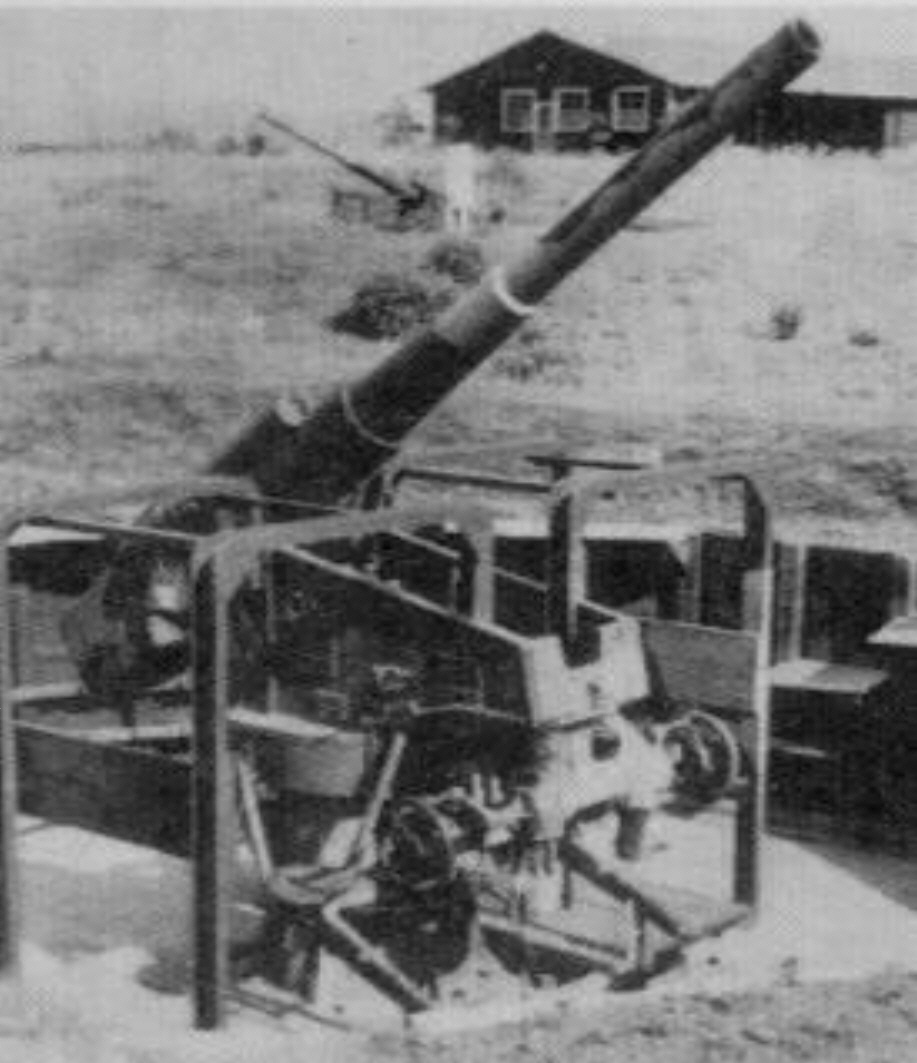
本土防空戦で主力の陸軍高射砲となった「九九式八糎高射砲」

日本の本土防空の基本案が初めて具体的に成文化されたのは1921年9月の『陸海軍航空任務分担協定』であり、1923年の「航空機以外ノ防空機関ヲ以テスル帝国重要地点陸海軍防空任務分担協定」であった。内容は、陸軍が重要都市、工業地帯を主体とする国土全般を受け持ち、海軍は軍港、要港や主な港湾など関係施設に対する局地防空を担当する。基本的には終戦までこの方針が保たれている。
陸軍は早くも1922年に東京、大阪に防衛司令部を置き、高射砲や照空灯部隊を指揮させる要地防衛部隊の編制を定めた。しかし、防空司令部が置かれるのは戦時のみで範囲も東京、大阪近辺のみ、他は各師団の管轄にゆだねるものだった。後に範囲は拡大され、1937年の日中戦争勃発で、防衛司令部は常設部隊に変わった。戦時の動員で戦力を強化する予定ではあったが、当時の常備高射砲部隊は7個中隊、28門で、さらに航空部隊は付属しておらず、必要な時に一部を要地防衛に参加させる予定であった。海軍の陸上担当区域は限られ、本土近海の防衛が主だが、鎮守府を中心に本土を4つの区に分けており、戦力は旧式艦が当てられ、防空は基地航空兵力を用いる決まりだが、戦時には大半が進攻作戦で不在になる体制だった。1937年4月5日に防空法が制定されており、改正を重ね、防空壕の建設や空襲時には疎開などの民間防衛が実施された。
1941年12月米国との開戦により、日本政府は米国からの空襲、爆撃を想定。昭和16年12月19日戦時特殊損害保険法を公布した。この時の大蔵省銀行保険局の事務官として宮沢喜一（後の内閣総理大臣）が担当した。
また、1942年1月には、空襲により死傷した防空従事者に対して天皇・皇后より祭粢料または菓子料を下賜することが定められた。この菓子料は1944年8月1日に廃止された。
1942年夏頃から陸軍の防空組織は強化され始めた。従来、旧式化した九七式戦闘機を主力としていたが、4月から「屠龍」の配備を促進した。4月下旬、朝鮮軍管区にも防空実施が命じられ、本土全域防空体制に移行する。5月に第一航空軍が新設され、続いて、第十八飛行団司令部、第十九飛行団司令部が設けられ、8月には陸軍飛行学校も数機の戦闘機で防空に参加する体制になり、高射砲も強化され、装備砲数は4.5倍の増加が決定した。12月には防空戦闘機隊は全て三個中隊を持ち、また司偵隊も専属の中隊に規模が大きくなり、防空の三個飛行団の合計は270機に増強されていた。同時に海軍の内戦部隊所属の航空戦力は各鎮守府、警備府直属の航空隊だけであったが、1943年1月に第五十航空戦隊が新設され、内戦部隊に協力することになり、内地に帰還中の航空戦隊も錬成のかたわら哨戒、索敵に当たった。海軍は支那事変の経験から邀撃機（要撃機）の必要性を1938年頃から感じており、これが局地戦闘機の開発につながり、1939年9月に「雷電」の開発が始まり、後に「紫電」の開発も始まったが、局地戦闘機の開発は遅れ、1943年半ばに使用できた戦闘機は、従来の零式艦上戦闘機だけであった。
北九州被爆とサイパン陥落を受けた日本は防空組織を大型化した。1944年7月17日、陸軍は防衛総司令官の隷下戦力を三個飛行師団に増強。海軍では初の防空戦闘機部隊の「第三〇二海軍航空隊」と、内戦部隊に所属する呉航空隊、佐世保航空隊のうちの戦闘機隊を、作戦時に限って防衛総司令官の指揮下に入れるように定めた。部分的にではあるが、防空において初めて陸海の指揮系統が一元化した。
B-29が北九州に来襲したことで対策が急務となった。高高度を飛行するB-29の迎撃には高高度戦闘機が必要であり、陸軍では2,000馬力エンジンの「疾風」が1945年に入ってから使用されるようになったが、高高度性能は他機より良い程度で依然厳しい状態だった。そこで高高度性能を持つ百式司偵を武装し、これも防空に使用した。夜間邀撃は従来の昼夜兼任から「屠龍」などによる専任部隊が設けられた。海軍では、零戦はカタログ値では1万メートル以上上がれるが、実際は陸軍機と同様に高高度では活動が困難であった。局地戦闘機は、「雷電」も最初は高高度性能が厳しかったが、プロペラの改善で高度1万メートルを可能にし、「紫電」は空戦性能に優れていたので対戦闘機に回された。また夜間戦闘機「月光」は、一定の成果をあげた。一方で護衛のP-51は高度1万メートルでも運動性が低下せず安定して703キロメートル毎時を発揮することから、護衛戦闘機を振り切る高速な局地戦闘機として「震電」の開発が行われたが、これは間に合わなかった。
軍需工場の機械をまもるため、地下壕に運び込み、そこで生産を続けることが計画された地域もあった。
1944年には軍防空、民防空の強化充実が図られ、「東京航空要塞」が確立されていたとする主張もある。しかし、敵の大規模な空襲に対し、首都近辺では高射砲の砲弾不足も見られた。B-29が爆撃制度をあげるため低空飛行をする場合もあったが、１万メートルの高度で絨毯爆撃をしてくる場合、久我山の新式高射砲以外にその高度に達する高射砲は日本になかった。普通の高射砲では、現実的には２千から3千メートルの高度ならともかく、6千から7千メートルの高度になると事実上当たることはなかったという。
大戦後期に新型の高射算定具や要地防空用に電波標定機（陸軍開発の射撃レーダー）・防空指揮通信機・特種指揮電話機などが配備されていたため、射撃精度は従来より向上していたが、高射砲も性能・門数・電波標定機ともに不足しており、ナチス・ドイツのような強力な迎撃を行うことは出来なかった。三式十二糎高射砲は一定数配備されていたものの、重高射砲である五式十五糎高射砲も開発されたが、2門が製造され末期に配備されたにとどまる。先進兵器の開発も進められ、ナチス・ドイツの技術供与でロケット戦闘機「秋水」や陸軍のジェット戦闘機キ201「火龍」、ビームライディング地対空誘導弾奮龍の試作や計画がされたが、終戦に間に合わなかった。
対空砲火の不足により、P-51が爆撃機の直接護衛を離れ機銃掃射で飛行場を襲撃することも増えたため、航空機や飛行場を様々な手段で隠す手法が用いられた。滑走路を畦道や水田に偽装したり、普段は車輪を付けた住宅の張りぼてや樹木を滑走路に置き、離着陸時に動かしたりする手法が考案されたが、これらは偵察写真で判明しており、あまり効果が無かった。

## 被害
空襲は1945年（昭和20年）8月15日の終戦当日まで続き、全国（内地）で200以上の都市が被災、被災人口は970万人に及んだ。被災面積は約1億9,100万坪（約6万4,000ヘクタール）で、内地全戸数の約2割にあたる約223万戸が被災した。その他、多くの国宝・重要文化財が焼失した。米国戦略爆撃調査団は30万人以上の死者、1,500万人が家屋を失ったとしている。

### 都道府県別被害数
- ※広島県と長崎県は原子爆弾被害を含む、詳細は「広島市への原子爆弾投下」及び「長崎市への原子爆弾投下」を参照のこと。
- ※沖縄県の被害については、「沖縄戦」を参照のこと。
- ※東京都の被害市町村数は、23区を含む。

| 都道府県名 | 被害市町村数 | 死者数  | 行方不明者数 | 負傷者数 | 損失家屋数 |
| ---------- | ------------ | ------- | ------------ | -------- | ---------- |
| 北海道     | 52           | 1,210   | 20           | -        | -          |
| 青森県     | 5            | 1,772   | -            | 890      | 17,863     |
| 秋田県     | 2            | 94      | 8            | -        | -          |
| 岩手県     | 5            | 616     | 10           | 664      | 4,850      |
| 宮城県     | 11           | 1,118   | 82           | 1,936    | 11,603     |
| 山形県     | 6            | 42      | -            | 37       | -          |
| 福島県     | 8            | 661     | 66           | 412      | 2,730      |
| 茨城県     | 7            | 3,299   | 60           | 3,190    | 14,952     |
| 栃木県     | 9            | 612     | -            | 1,181    | 10,835     |
| 群馬県     | 15           | 1,237   | -            | 1,538    | 15,052     |
| 千葉県     | 12           | 1,448   | 44           | 1,909    | 14,181     |
| 埼玉県     | 10           | 392     | 8            | 955      | 3,797      |
| 東京都     | 29           | 116,959 | 6,034        | 109,567  | 770,090    |
| 神奈川県   | 9            | 9,197   | -            | 16,202   | 146,493    |
| 静岡県     | 15           | 6,539   | 10           | 9,808    | 96,774     |
| 新潟県     | 2            | 1,467   | -            | 472      | 15,123     |
| 山梨県     | 2            | 1,181   | -            | 885      | 17,364     |
| 長野県     | 4            | 52      | -            | 46       | 106        |
| 富山県     | 2            | 2,300   | -            | 3,801    | 22,490     |
| 石川県     | 3            | 27      | -            | 25       | -          |
| 福井県     | 2            | 1,809   | 14           | 1,907    | 26,966     |
| 岐阜県     | 3            | 1,191   | 23           | 1,071    | 33,963     |
| 愛知県     | 26           | 13,359  | 231          | 15,565   | 168,119    |
| 滋賀県     | 4            | 45      | 7            | 79       | -          |
| 奈良県     | 12           | 33      | -            | 122      | -          |
| 三重県     | 8            | 5,612   | 3,749        | 3,749    | 32,837     |
| 和歌山県   | 12           | 1,830   | 5            | 5,255    | 30,276     |
| 大阪府     | 15           | 15,784  | -            | 28,347   | 364,422    |
| 京都府     | 7            | 215     | -            | 270      | -          |
| 兵庫県     | 10           | 12,427  | -            | 21,619   | 212,968    |
| 岡山県     | 3            | 1,773   | 127          | 1,114    | 23,800     |
| 広島県     | 3            | 262,425 | 14,394       | 46,672   | 101,628    |
| 鳥取県     | 3            | 61      | 9            | 312      | -          |
| 島根県     | 1            | 38      | -            | 16       | -          |
| 山口県     | 9            | 3,493   | 161          | 3,878    | 23,106     |
| 香川県     | 1            | 1,369   | 186          | 1,034    | -          |
| 徳島県     | 3            | 1,710   | 450          | 1,210    | -          |
| 愛媛県     | 5            | 546     | -            | 2,219    | 21,552     |
| 高知県     | 1            | 647     | 43           | 1,055    | 12,237     |
| 福岡県     | 4            | 5,776   | -            | 5,011    | 62,048     |
| 佐賀県     | 3            | 138     | -            | 192      | -          |
| 長崎県     | 10           | 75,380  | 48           | 2,219    | 50,079     |
| 熊本県     | 11           | 869     | -            | -        | 11,657     |
| 大分県     | 7            | 710     | 16           | 521      | 2,486      |
| 宮崎県     | 8            | 646     | -            | 559      | -          |
| 鹿児島県   | 51           | 4,601   | 48           | 2,219    | -          |
| 合計       | 430          | 562,708 | 25,853       | 299,733  | 2,342,447  |

損失家屋数、死者数は朝日新聞社『週刊朝日百科 日本の歴史12 現代 122号・敗戦と原爆投下』、負傷、行方不明者数は三省堂『東京大空襲の記録』、被害市町村数は早乙女勝元『東京大空襲－昭和二〇年三月十日の記録』（岩波新書）による。

### 合計死者数

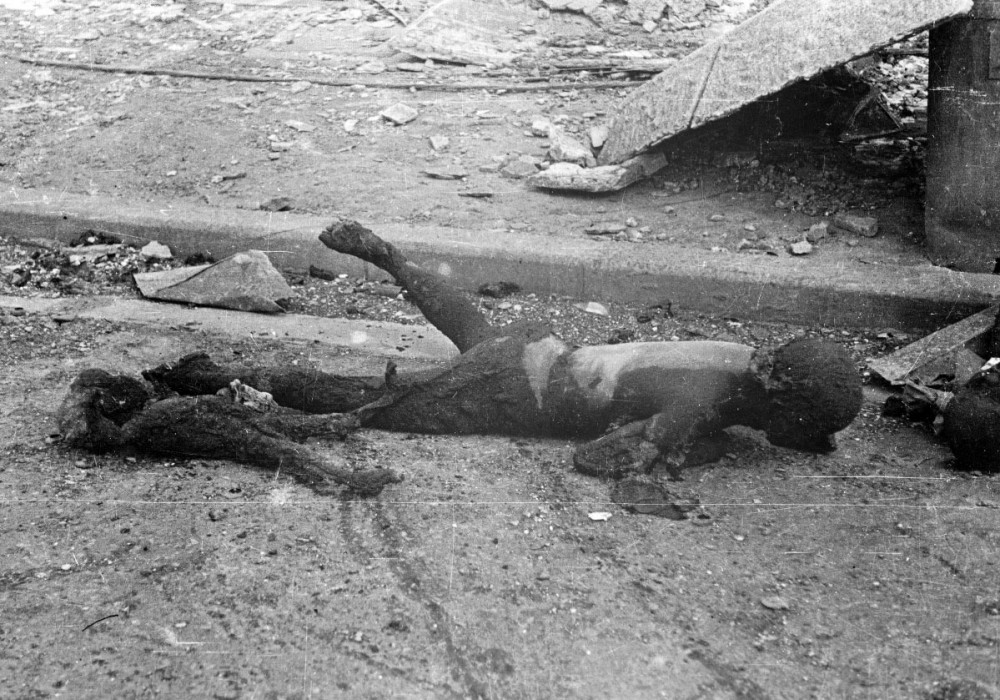
東京大空襲による死者

調査団体、研究者、新聞社各紙によって数値のばらつきがあり、最少の約24万から最大の100万人の説が存在する。また、負傷者も30万人程度という説もある。
| 調査団体           | 合計                     | 調査年数           |
| ------------------ | ------------------------ | ------------------ |
| 米国戦略爆撃調査団 | 252,769                  | 1947年（昭和22年） |
| 経済安定本部       | 299,485                  | 1949年（昭和24年） |
| 戦災都市連盟       | 509,734                  | 1956年（昭和31年） |
| 第一復員省         | 238,549                  | 1957年（昭和32年） |
| 建設省戦災復興史   | 336,738                  | 1957年（昭和31年） |
| 東京新聞           | 558,863                  | 1994年（平成6年）  |
| 田中利幸           | 100万                    | 2009年（平成21年） |
| 日本経済新聞       | 死者33万人、負傷者43万人 | 2011年（平成23年） |

## アメリカ軍の損害

### B-29の損失数

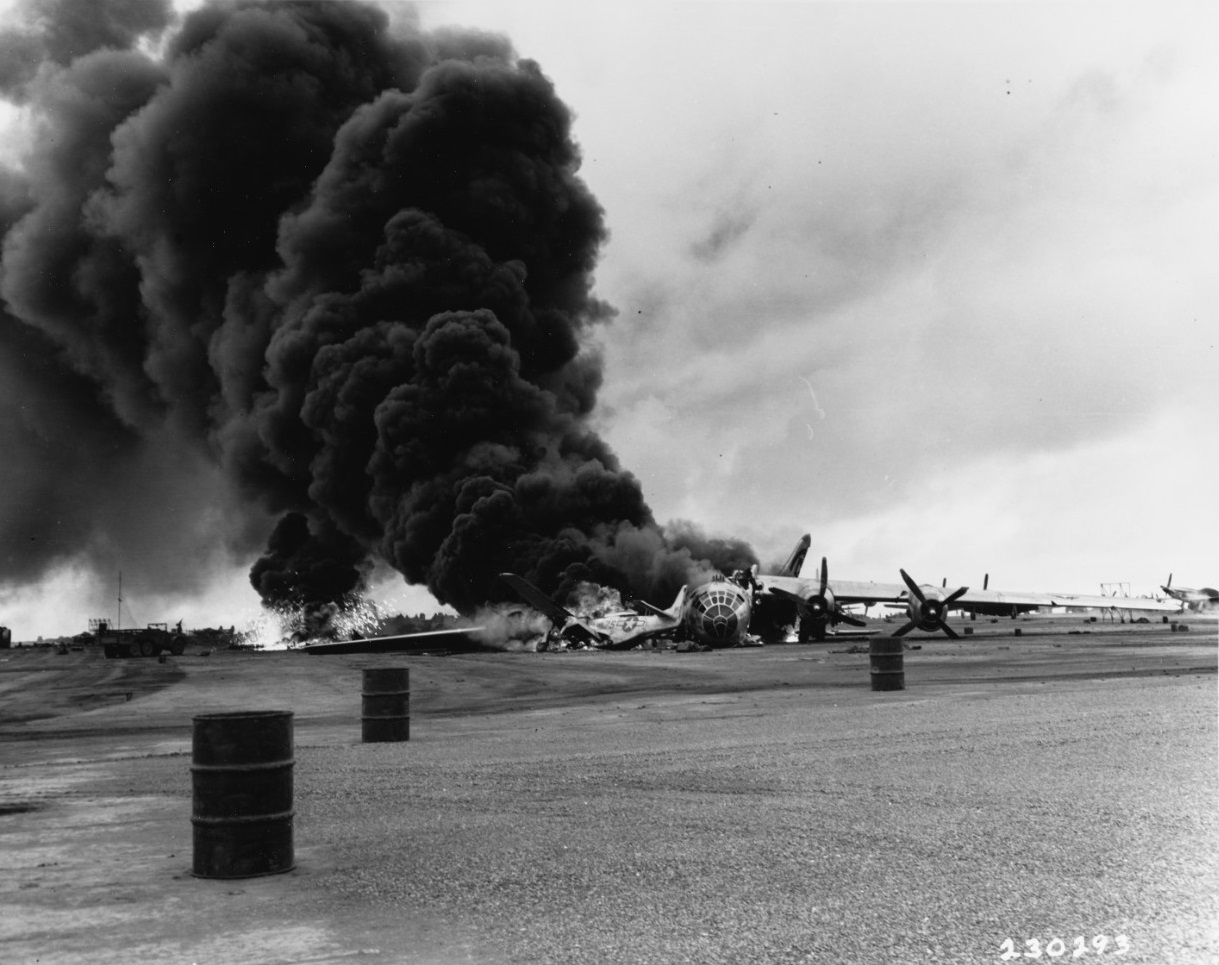
硫黄島に不時着し炎上するB-29。P-51も数機巻き添えとなっている。

米国戦略爆撃調査団（USSBS）による統計
|                            | 日本本土を爆撃したB-29 |
| -------------------------- | ---------------------- |
| 延べ出撃機数               | 33,401機               |
| 作戦中の総損失機数         | 485機                  |
| 延べ出撃機数に対する損失率 | 1.45%                  |
| 作戦中の破損機数           | 2,707機                |
| 投下爆弾                   | 147,576トン            |
| 搭乗員戦死                 | 3,041名                |

## 空襲一覧

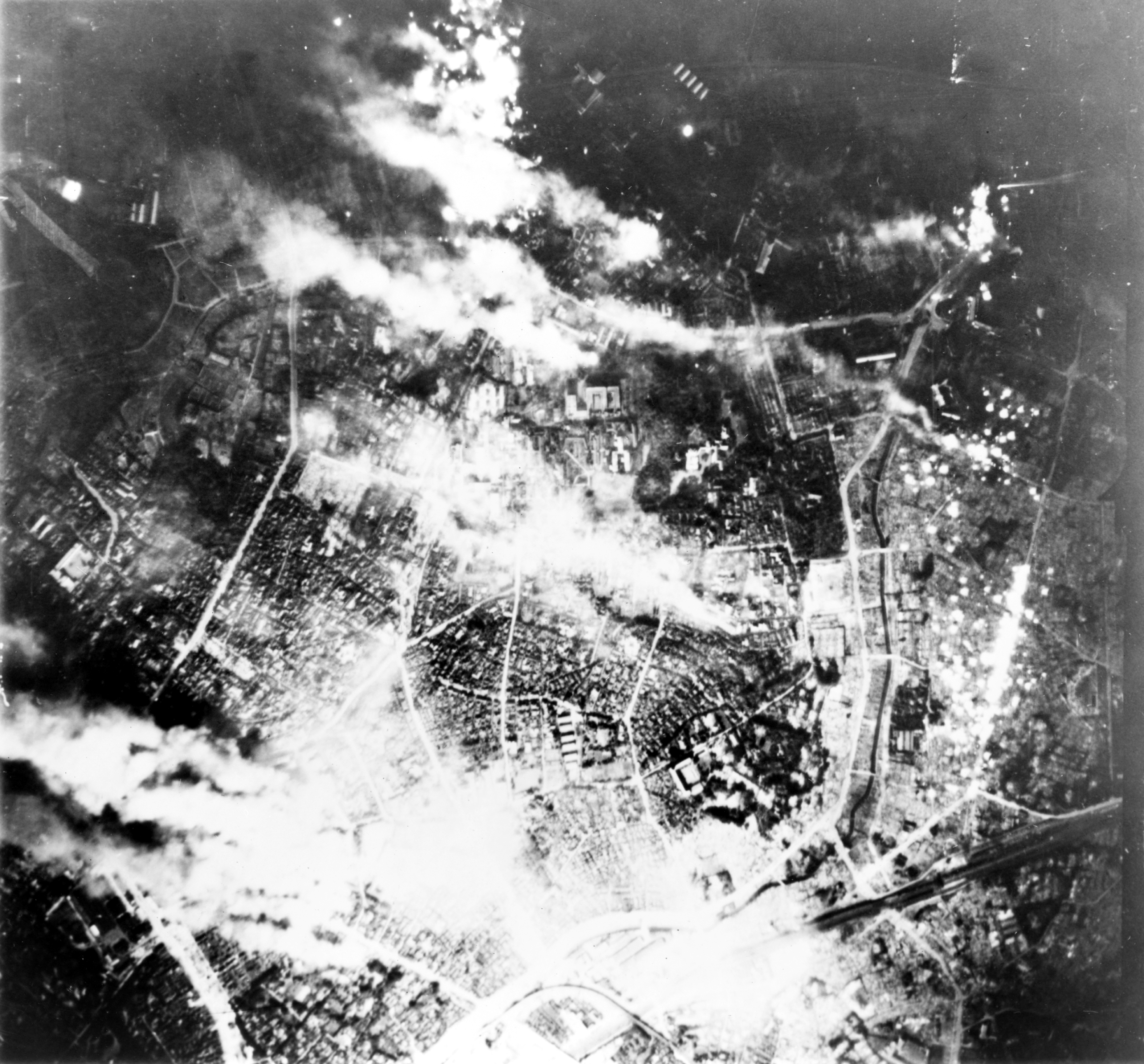
空襲を受ける東京市街（1945年5月25日）

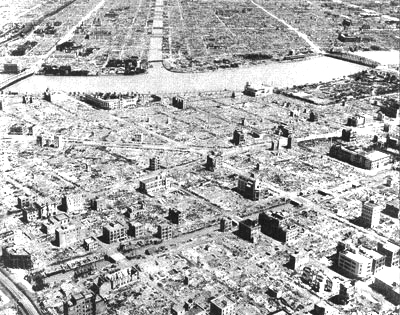
焼け野原となった東京市街

米軍機数、空襲被害は資料により大きな違いがある。

### 六大都市

#### 東京
- 1942年（昭和17年）4月18日 - ドーリットル空襲。
- 1944年（昭和19年）11月24日 - マリアナ諸島のB-29による初空襲。B-29・111機が出撃し、途中故障で引き返した機を除き88機が爆撃に参加。中島飛行機武蔵製作所（現在の東京都武蔵野市）が目標。 東京はこれ以後106回の空襲を受けた。11月27日には中島飛行機武蔵製作所2回目の空襲。中島飛行機武蔵製作所は初回から最後の翌年の4月12日まで11回空爆される。
- 1945年（昭和20年）2月16日 - 米空母機動部隊艦載機による本土初空襲（ジャンボリー作戦）。関東の航空基地と軍需工場が標的。
- 3月10日 - 東京大空襲（下町大空襲）。死者約8万 - 10万。負傷4万 - 11万名。焼失26万8千戸。
- 4月13日 - 城北大空襲。B-29・330機。死者2,459名。負傷者4746名。罹災（）人口約66万6000名。焼失20万戸。主として豊島・渋谷・向島・深川方面。
- 4月15日 - 城南京浜大空襲。B-29・202機。死者841名。負傷者1,620名。罹災人口約26万4000名。焼失6万8400戸。主として羽田・大森・荏原・蒲田方面。隣接している川崎市も同時に空襲を受けた。
- 5月24日 - B-29・525機。死者762名。負傷者4,130名。罹災人口約23万8000名。焼失6万5千戸。主として麹町・麻布・牛込・本郷方面。
- 5月25日 - 山手大空襲。B-29・470機。死者3651名。負傷者1万7891名。罹災人口約62万名。焼失16万6千戸。主として中野・四谷・牛込・麹町・赤坂・世田谷方面。国会議事堂周辺や皇居の宮殿も焼失。

#### 名古屋
1944年（昭和19年）12月13日以降、名古屋は軍需工業地帯が集中していたため下記の大空襲を含む63回の空襲を受けて死者8,630名、負傷者11,164名、罹災者52万3千名の被害を出した。実際には死者は1万名以上にのぼるとみられる。
|        | 日付       | B-29 | 死者数 | 負傷者数 | 罹災戸数 | 被災地域                                                                 | 備考                                     |
| ------ | ---------- | ---- | ------ | -------- | -------- | ------------------------------------------------------------------------ | ---------------------------------------- |
| 1944年 | 12月3日    | 80   | 330    | 256      | 487      | 千種区、東区、北区、中村区、三菱発動機製作所                             |                                          |
| 1944年 | 12月18日   | 73   | 334    | 207      | 323      | 港区、西区、瑞穂区、南区、三菱航空機製作所                               |                                          |
| 1944年 | 12月22日   | 62   | 0      | 3        | 3        | 東区、熱田区、三菱発動機製作所                                           |                                          |
| 1945年 | 1月3日     | 78   | 70     | 346      | 3588     | 名古屋市街全市                                                           |                                          |
| 1945年 | 1月14日    | 62   | 94     | 98       | 194      | 熱田区、中川区、港区、南区、三菱航空機製作所                             |                                          |
| 1945年 | 1月23日    | 60   | 125    | 61       | 297      | 名古屋市街、北部、三菱発動機製作所                                       |                                          |
| 1945年 | 2月15日    | 101  | 61     | 52       | 709      | 千種区、東区、熱田区、南区、中川区、三菱発動機製作所                     |                                          |
| 1945年 | 3月11‐12日 | 288  | 519    | 734      | 25,734   | 名古屋市街全市                                                           |                                          |
| 1945年 | 3月19日    | 290  | 1037   | 2813     | 39,893   | 名古屋市街全市                                                           | 一般的に「名古屋大空襲」はこの日を指す。 |
| 1945年 | 3月24‐25日 | 226  | 1617   | 770      | 7066     | 千種区、東区、三菱発動機製作所                                           |                                          |
| 1945年 | 3月30‐31日 | 12   | 29     | 9        | 185      | 千種区、東区、昭和区、三菱発動機製作所                                   |                                          |
| 1945年 | 4月7日     | 182  | 302    | 133      | 5191     | 千種区、東区、北区、中川区、三菱発動機製作所                             |                                          |
| 1945年 | 5月14日    | 480  | 331    | 360      | 21,905   | 名古屋市街全市                                                           | この日の空襲で名古屋城が焼失した。       |
| 1945年 | 5月17日    | 468  | 505    | 1300     | 23,695   | 名古屋市街全市                                                           |                                          |
| 1945年 | 6月9日     | 43   | 2068   | 1944     | 1843     | 熱田区、南区、港区、愛知時計電機工場                                     | 熱田空襲                                 |
| 1945年 | 6月21日    | 120  | 426    | 327      | 3800     |                                                                          |                                          |
| 1945年 | 6月26日    | 157  | 426    | 327      | 4016     | 名古屋市街、造兵廠千種、熱田工場、愛知時計永徳工場、住友ジュラルミン工場 |                                          |
| 1945年 | 7月24日    | 71   | 167    | 208      | 262      | 港区、愛知時計永徳工場                                                   |                                          |

#### 大阪

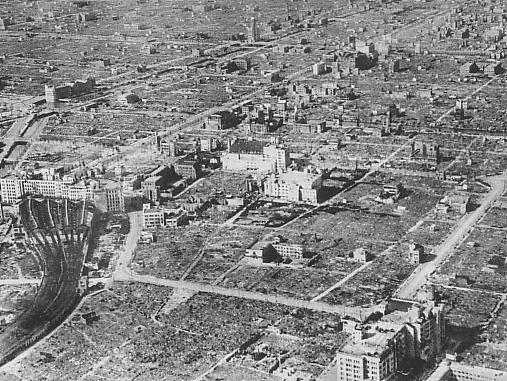
空襲後の大阪市街

大阪は1945年（昭和20年）2月26日以降、 下記の大空襲を含む33回の空襲を受けた。
- 1945年3月13日 大阪大空襲 B-29・279機。死者3115名。焼失13万2459戸。
  - 6月7日 B-29・250機。死者1,594名。負傷者4,967名。焼失5万6千戸。罹災人口約19万7000名。
  - 6月15日 B-29・469機。死者418名。負傷者1,842名。焼失4万9千戸。罹災人口約17万2000名。
  - 7月24日 B-29・約400機を含む大小2,000機。死者187名。負傷317名。焼失554戸。罹災人口4206名。
  - 8月14日 B-29・約100機。死者173名。負傷89名。焼失2,000戸。罹災人口6,950名。大阪城にあった砲兵工廠が目標であった。

#### 神戸
神戸は1945年（昭和20年）1月3日以降、下記の大空襲を含む83日・128回、死者8,841名、負傷18404名、焼失12万8千戸の被害を終戦までに受けた。同年3月17日の大空襲で旧市街地の西の地域を中心に焼失する。
- 1945年1月3日 B-29・1機。
  - 2月4日 B-29・62機。死者324名。負傷者43名。罹災戸数633戸。被害地域は神戸川崎、三菱川崎造船所。

- 3月17日 神戸大空襲 B-29・309機。死者2,598名。負傷者8,558名。全焼6万5千戸。罹災人口23万6千名。被害地域は神戸市兵庫区、湊東区、長田区、湊区、須磨区、葺合区、灘区、三菱神戸造船所。

- 5月11日 B-29・92機。死者1,093名。負傷者924人。
- 6月5日 B-29・481機。死者3,184名。負傷者5,824名。全焼5万5千戸。罹災人口21万3千名。

#### 京都
京都は1945年（昭和20年）1月16日以降、合計20回以上の空襲を受けて死者302人、負傷者561人の被害を出した（京都空襲）。
- 1945年1月16日 馬町空襲　死者41人
- 3月19日
- 4月16日
- 4月22日
- 5月11日 京都御所へ空襲。
- 6月26日 死者43人、負傷者66人、被害家屋292戸（全壊71戸、半壊84戸、一部損壊137戸）。被災者850名

#### 横浜
- 1945年（昭和20年）5月29日 横浜大空襲 B-29・475機、P51・約100機。死者3,787人。重傷者1,554人。軽傷者10,837人。罹災人口323,000人。焼失約3万戸。その後の調査で、死者は8千 - 1万人にのぼることが確実と考えられている。
- 神奈川県下の空襲は合計52回。 罹災者64万4044名、焼失14万3963戸の被害。横浜は内25回（上記の大空襲を含む）。

### 主要地方都市
便宜上、本土ではない地域（外地）の空襲も記述する。

#### 1943年以前
- 1938年2月23日 台湾の台北松山基地をソ連空軍志願隊と中華民国空軍が空襲。民間人に若干の被害。
- 1938年5月20日 中国軍B-10爆撃機が九州に侵入して反戦ビラを投下。
- 1942年3月4日 東京府に属する南鳥島をアメリカ海軍艦載機が空襲。以後、同島は度々空襲を受ける。
- 1943年11月25日 新竹空襲 中国本土から出撃した米軍機が台湾の新竹基地を爆撃。

#### 1944年

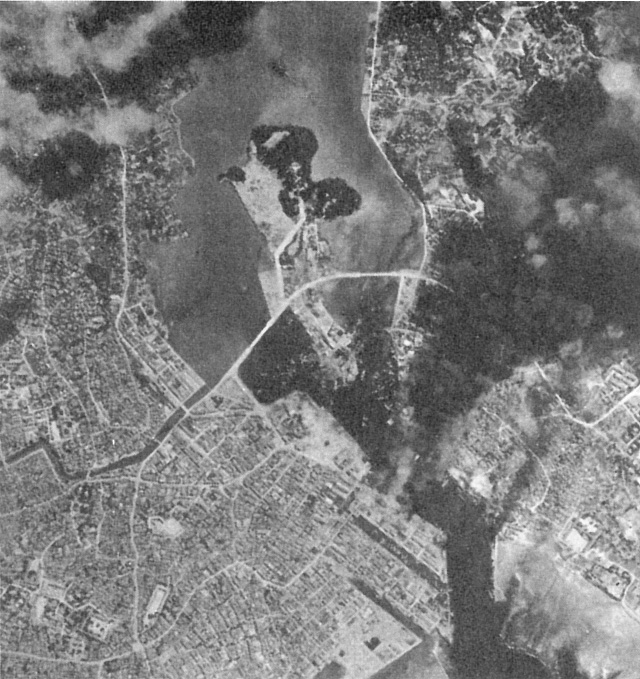
十・十空襲に遭う那覇市街

- 6月15日 八幡空襲　中華民国の成都の基地から初めてB-29が本土を空襲した。
- 10月10日 十・十空襲 沖縄県全域に対しての米艦載機による空襲（フィリピン進攻の準備作戦）。那覇市街での被害が大きかったため、那覇空襲とも呼ばれる。
- 10月25日 大村大空襲 当時東亜最大規模と言われた第21海軍航空廠があった長崎県大村市を狙った空襲。死者約500名。
- 11月21日 熊本初空襲

#### 1945年3月
- 3月1日 台南初空襲 日本統治時代の台湾台南市
- 3月3日 小野田空襲 旧小野田市の縄地ヶ鼻地区上空で1機のB-29が8発の爆弾を落とす。軍事目標がなく、宇部の工場を狙ったが誤った、レーダー攻撃の訓練、威嚇目的等諸説ある。『小野田市史』によれば漁家1戸が破壊、死者2名が出た[48]。
- 3月18日朝 航空隊施設を狙ったものと見られ、宇佐・大分・佐伯が空襲を受けた。
- 3月18日朝 鹿児島初空襲 グラマン・カーチス等の艦載機40機が桜島上空に現れ、郡元町にある海軍航空隊を急降下爆撃。
- 3月19日 呉軍港空襲 アメリカ軍機動部隊、室戸岬沖80キロメートルの近海に来襲。米艦載機350機が呉軍港空襲を敢行[49]。航空母艦3隻、巡洋艦2隻、敷設艦2隻が大破沈没。これに対しての日本軍の反撃で、九州沖航空戦が生起した。呉市における初の空襲であり、軍人・軍属の死者62名。またその進路下の民間人の罹災者347名（うち死者29名）[50]。

#### 1945年4月
- 4月4日 立川空襲 死者144名。残堀川沿いにあった山中坂の防空壕に爆弾が直撃し、42名が死亡した。
- 4月8日 玉野空襲
- 4月12日 郡山空襲
- 4月15日 川崎空襲 死者約1,000人、負傷者15,000人。罹災人口10万人。全半壊33,361戸。同工場287戸。川崎は7月13日、25日、8月1日、13日にも空襲を受けた。
- 4月20日 倉敷空襲　帯江地区が被害を受けた。
- 4月21日　 鹿児島空襲 鹿児島市電上町線の一部区間が被害を受けた。時限爆弾が投下され、5月末頃まで昼となく夜となく爆発を続けたため、熊本第6師団から歩兵1個中隊と工兵隊1分隊が、時限爆弾とこの不発弾処理にあたった。

#### 1945年5月
- 5月5日 呉市空襲 広地区海軍工作庁を中心に爆撃[49]。B-29延べ130機が爆撃、広工廠・11航空廠は大半焼失。軍属の死者112名（軍人除く）。民間死者32名。被災者1,000人以上[51]。
- 5月10日 徳山大空襲（1回目）  第三海軍燃料廠、大浦油槽所、徳山鉄板工場などを狙った空襲。30分にわたって続く[22]。B-29・117機。死者500人以上、負傷者約1000人。
- 5月10日 岩国陸軍燃料廠を狙った爆撃。

- 5月31日 台北大空襲 B-24・117機が日本統治時代の台北市を空襲。死者約3000人。

#### 1945年6月

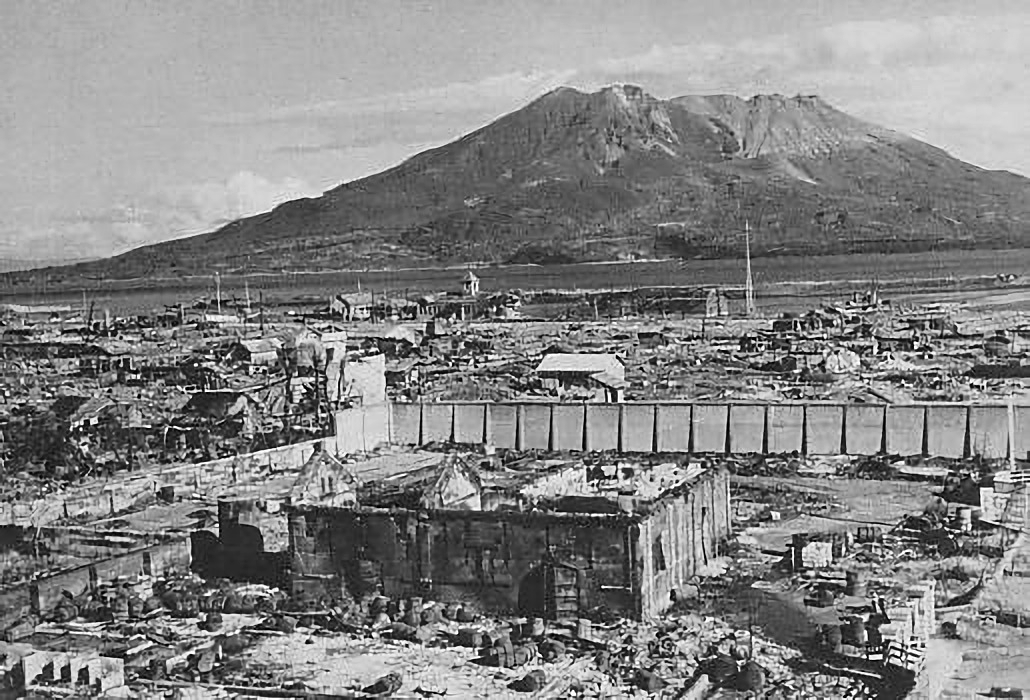
空襲後の鹿児島市街

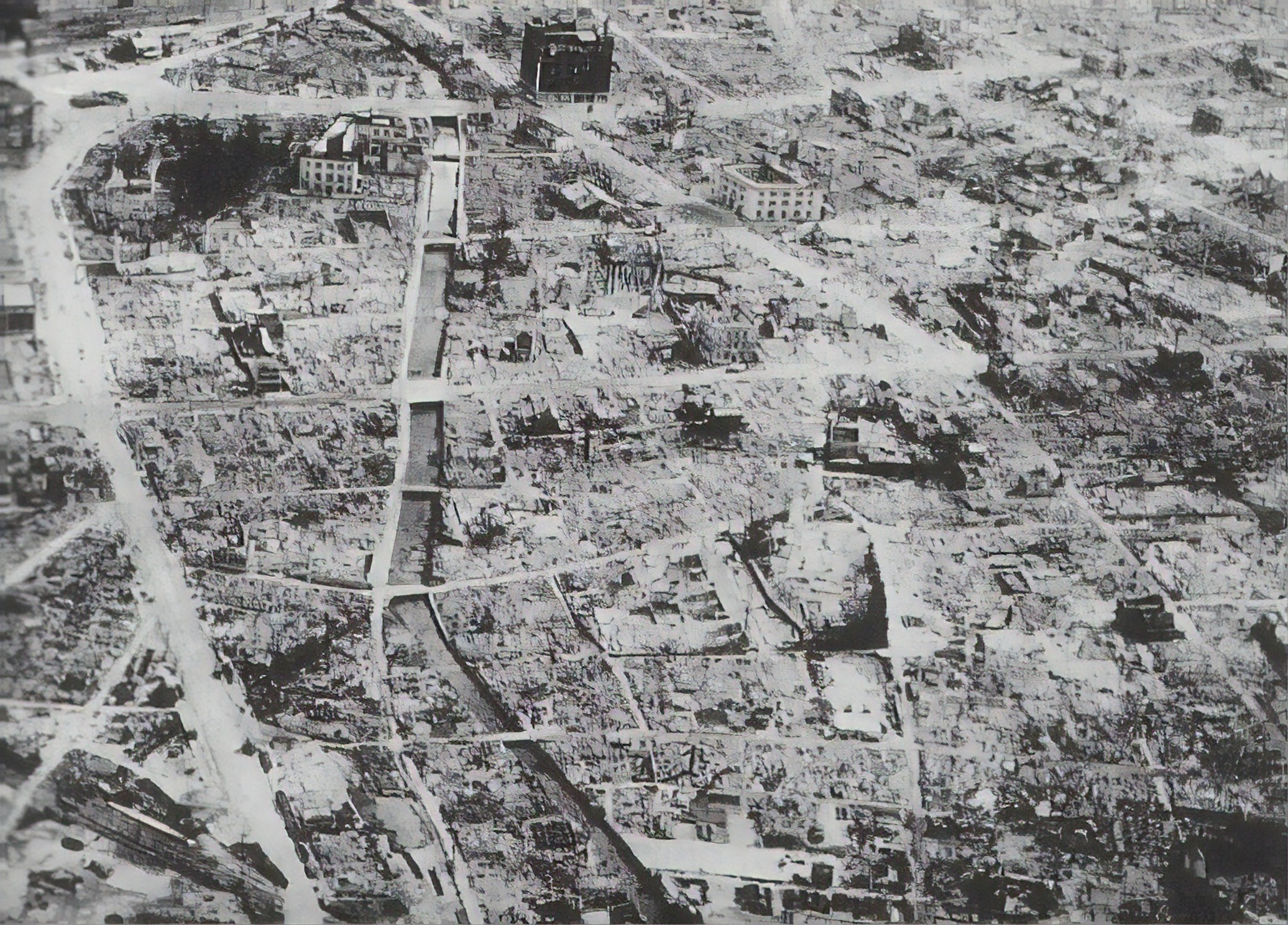
空襲後の浜松市街

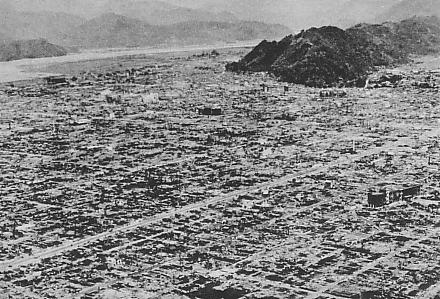
空襲後の静岡市街

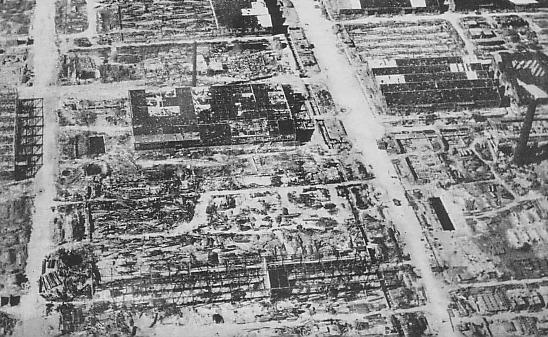
空襲後の水島市街

- 6月1日 尼崎空襲 死者231人。奈良市内に初空襲。
- 6月10日 阿見大空襲（土浦海軍航空隊一帯） 死者374人。
- 6月10日 日立空襲 死者1200人。
- 6月10日 千葉空襲 B-29・約100機。死者152人。
- 6月17日 鹿児島大空襲 B-29・117機、焼夷弾810トン。死者2,316人、負傷者5,000人以上、家屋被災約11，600戸。
- 6月18日 浜松空襲 死者1720人。焼失家屋15,400戸。
- 6月18日 四日市空襲 B-29・89機。死者736人、負傷者1,500名、行方不明63人、被災者47,153名、焼失家屋11,390戸。
- 6月19日 福岡大空襲 B-29・239機。罹災人口60,599人（うち死者902人）。罹災家屋12,693戸。
- 6月19-20日 静岡大空襲 B-29・137機。死者1,952人　罹災人口127,119人　焼失家屋30,045戸。静岡市（現在の葵区・駿河区）は、計26回の空襲を受けたが、それ以外にも数え切れないほどの機銃掃射など小規模な爆撃を受けている。
- 6月19-20日 豊橋空襲　B-29・136機。死者624人
- 6月22日 姫路空襲（川西航空機姫路製作所とその周辺）　B-29・52機、死者341人、罹災者10,220人。
- 6月22日 水島空襲（現倉敷市） 死者11人、重軽傷者46人。
- 6月22日 各務原空襲（現航空自衛隊岐阜基地、現川崎重工業岐阜工場付近）B-29・44機。死者169人
- 6月22日 呉空襲 工廠への爆撃[49] 死者1,600人。
- 6月26日 奈良空襲
- 6月28日 呉大空襲
- 6月29日 佐世保大空襲 B-29・141機。焼夷弾約1,200トン。死者約1,300人、罹災人口約65,000人。当日は雨で「今日は来ないだろう」という市民の不意を突き深夜に空襲された。
- 6月29日 岡山空襲 B-29・137機。死者1,737人。罹災人口12万人。罹災家屋25,000戸。（『岡山市史』）空襲警報が出されずまったくの不意打ちであったため被害が増大した。
- 6月30日 下松製油所を狙った爆撃。

#### 1945年7月
- 7月1日 宇部の軍事関連施設を空襲。

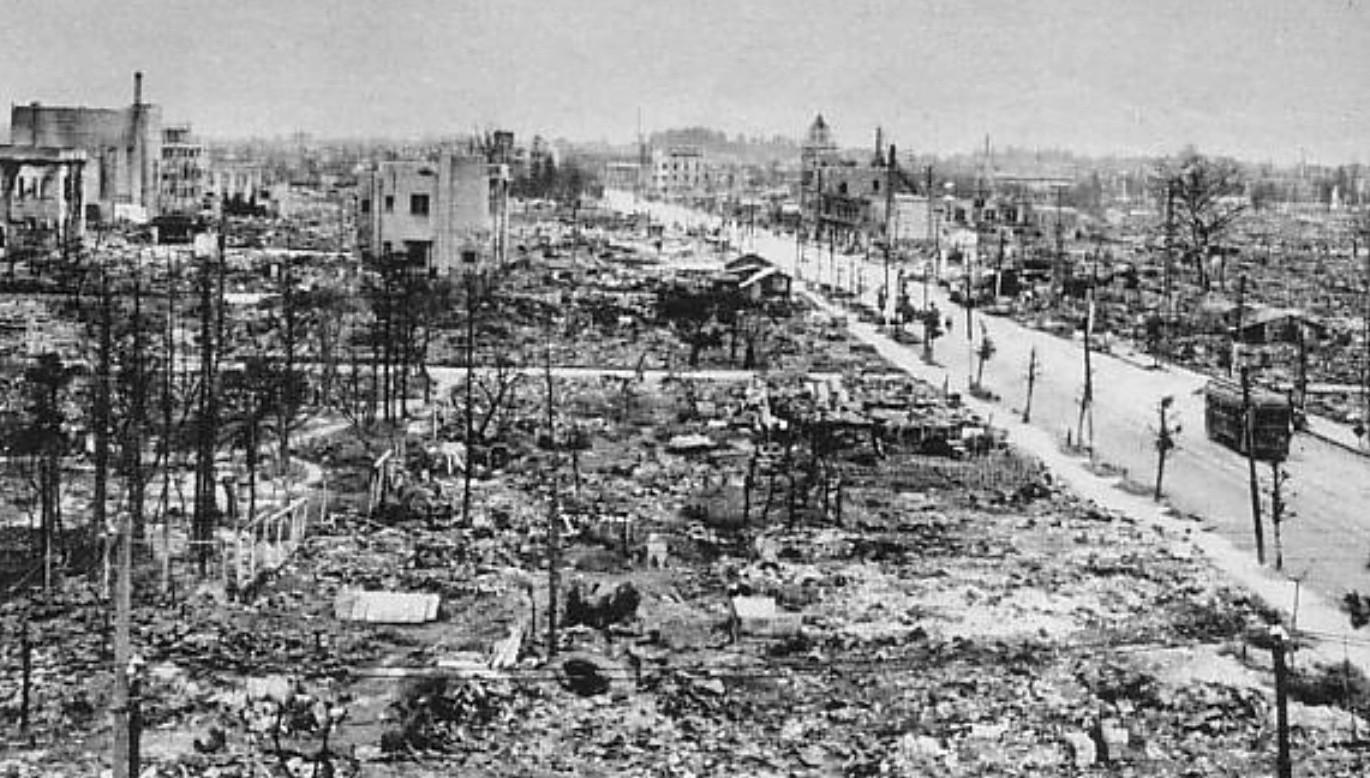
空襲後の仙台市街

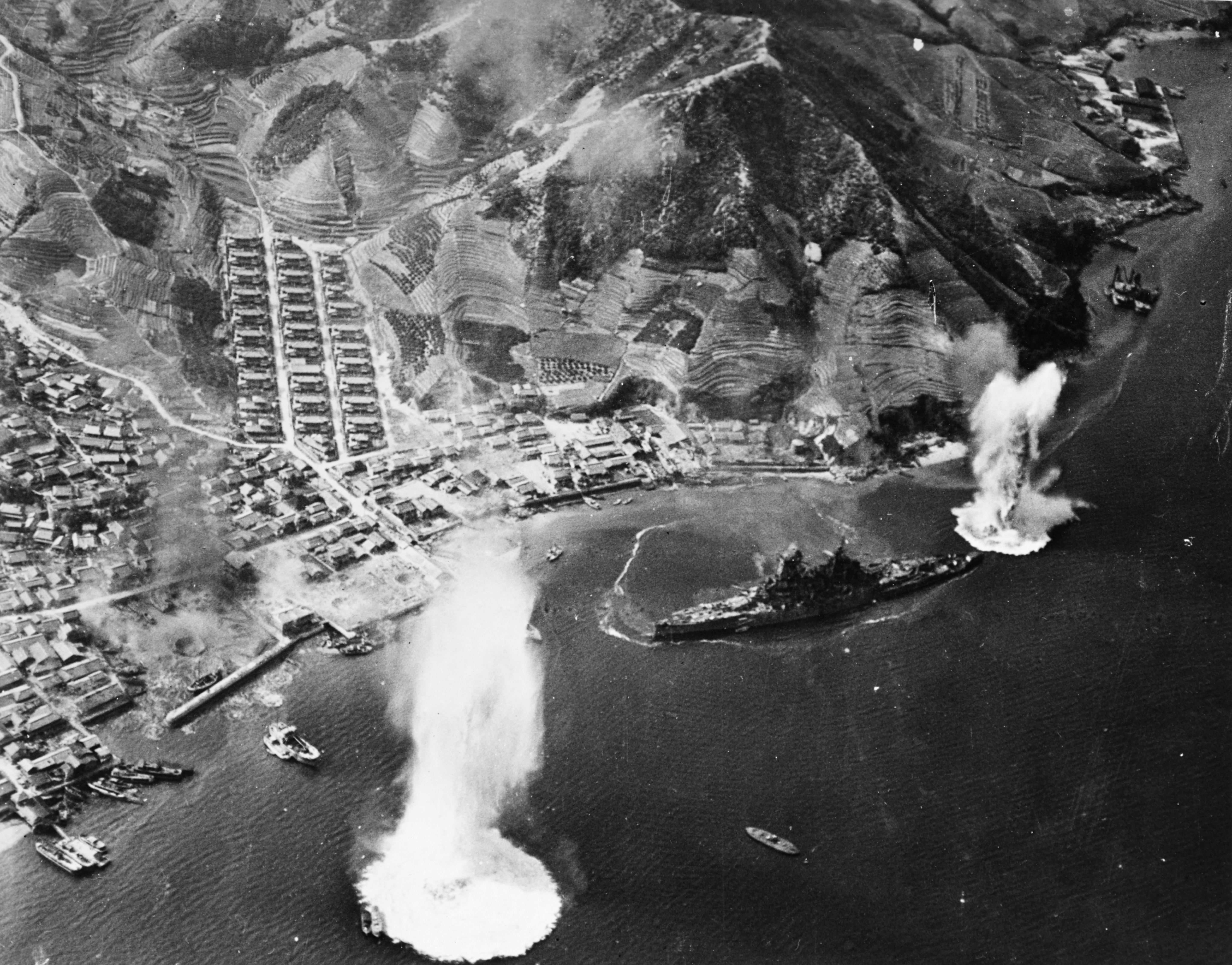
呉軍港空襲。7月28日に江田島小用沖で爆撃を受ける戦艦榛名

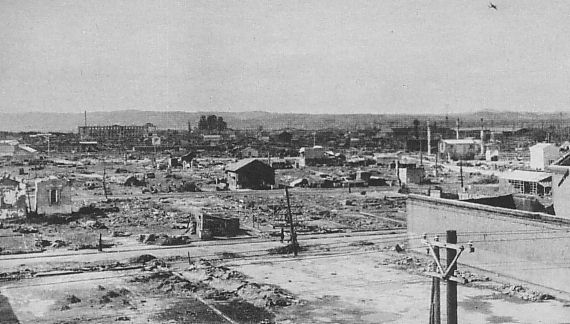
空襲後の青森市街

- 7月1-2日 熊本大空襲　7月の米軍報告書では、日本国民全員が義勇隊に動員されうることを理由に攻撃対象とし、180の都市を攻撃リストに挙げている[22]。
  - 午後11時以降の深夜から空襲、B-29 154機（米軍資料）：60機（日本軍部発表）[52]市街地の約20%を焼失。死者数469人、負傷者数552人、罹災家屋総数11,000戸、罹災者数43,000人[53]。
- 7月1日-2日 呉市空襲 B-29・150機。死者2,000人超[54]（1,800人以上とも[55]）。
- 7月2日 下関空襲 B-29・143機。死者324人。罹災人口38,700人。罹災家屋8,600戸（1万戸以上とも[22]）。6月29日に続く2度目の空襲。
- 7月2日 宇部空襲 死者200人近くか[22]。
- 7月3日 姫路大空襲 深夜から4日未明にかけ、B-29・106機。死者173人、重軽傷者160人余、罹災者45,182人、全焼家屋約1万300戸。姫路城は焼失を免れる。
- 7月4日 高松空襲 B-29・116機。死者1359人、罹災人口86,400人、罹災家屋18,913戸。高松市の約80%が焦土と化した。
- 7月4日 徳島大空襲 B-29・129機　死者約1,000人、けが人は約2,000人、被災者約70,000人。徳島市（当時）の62%が焦土と化した。
- 7月4日 高知大空襲　B-29・125機　死者401人、重傷95人、軽傷194人、不明22人、罹災人口40,737人。罹災面積4,186,446平方メートル、全焼壊11,804戸、半焼壊108戸。
- 7月6日 千葉空襲 B-29・124機。死傷者1,679人。
- 7月6日 甲府空襲 B-29・131機。死者1,027人。全焼17,920戸。
- 7月7日 清水大空襲
- 7月7日 明石空襲 6回目 B-29・124機。油脂焼夷弾・約70,000発（975トン）。死者355人。市街地の63%が焼失。
- 7月9日 和歌山大空襲 B-29・約100機。死者約1,200人。
- 7月9日 堺空襲 B-29・約100機。死者1,860人。焼失18,000戸。
- 7月9日 岐阜空襲 B-29・約130機。死者約900人。
- 7月10日 仙台空襲 B-29・124機。死者828人。負傷者385人。焼失家屋23,956戸。詳細は項目記事を参照。
- 7月12日 宇都宮大空襲 B-29・133機、焼夷弾12,704発。死者628人、負傷者約1,150人。焼失家屋9,490戸。鹿沼空襲 死者9人。
- 7月12日 敦賀空襲 死者109人。負傷者201人。日本海側初の空襲[56]。
- 7月13日 1回目の一宮空襲。午後8時頃、B-29約20機の編隊が、愛知県一宮市内北部の葉栗・西成両地区と今伊勢町に油脂焼夷弾を投下、20数名の死者。
- 7月14日 釜石艦砲射撃。一回目。少なくとも死者515人。
- 7月14-15日 北海道空襲 米機動部隊艦載機約2,000機による空襲。被害は北海道全土と青森県に及んだ。青函連絡船全12隻も被害に遭い、青函航路が途絶した。
- 7月15日 室蘭艦砲射撃。死者436人。室蘭は前日にも空襲を受けたばかりだった。
- 7月16-17日 大分空襲 16日夜半頃B-29編隊（約30数機）が襲来、市の中心部を約6,000発の焼夷弾爆撃。2,358戸が焼失。
  - 大分はこの他にも4月21日、5月5日、8月10日など本土空襲での米軍の通り道であったため、たびたび空襲を受けた。一連の空襲での死傷者は1,193人。
- 7月16日 平塚大空襲 B-29・136機 焼夷弾10,961発、死者343名
  - 海軍火薬廠、日本国際航空工業、第二海軍航空廠平塚分工場、横須賀海軍工廠造機部平塚分工場がターゲットであったとされ、人的被害は比較的少ないが大規模な爆撃。当時の市域における面積の約8割、戸数の約6割を焼失。
- 7月17日 沼津大空襲 B-29・130機 焼夷弾9,000発。死者274人。沼津海軍工廠・海軍技術研究所音響研究部が置かれた同市はこの他にも7回の空襲を経験。
- 7月17日 桑名空襲
  - 桑名は7月24日にも空襲を受けた。
- 7月17日 日立艦砲射撃（日立市・ひたちなか市）。死者394人。アメリカの戦艦5隻、軽巡洋艦2隻、駆逐艦9隻とイギリスの戦艦3隻によるもの。
- 7月18日 野島崎（千葉県白浜）艦砲射撃。死者6人。巡洋艦4隻、駆逐艦9隻によるもの。
- 7月19日 福井空襲 B-29・120機。死者1,576人。
- 7月19日 日立空襲 B-29・127機、死傷者2,199人。
- 7月19日 銚子空襲 B-29・91機。死傷者1,181人。
- 7月19-20日 岡崎空襲 B-29・126機。死者203人。
- 7月23日 犬山空襲
- 7月24日 半田空襲 B-29・78機。死者269人。中島飛行機半田製作所を標的とした攻撃。
- 7月24日、28日 津大空襲 死者1,239人。旧市街の全域、及び、橋北地区の工場地帯が焼失。
- 7月24日、28日 呉軍港空襲 米艦載機950機、B-29・110機[49] 航空母艦3 巡洋艦5が大破沈没 死者780人。
- 7月25日 保戸島空襲（大分県津久見市）米軍のF6F艦上戦闘機が投下した3発のうちの1発が授業中だった保戸島国民学校（現・津久見市立保戸島小学校）を直撃し、児童125人、教師2人が即死し、70数人の児童が重軽傷を負った。
- 7月25日 串本艦砲射撃。潮岬も含め、周辺は何度となく艦砲射撃を受けている。
- 7月26日 松山大空襲  B-29・128機による午後11時から2時間10分に及ぶ夜間空襲。死者・行方不明259人、負傷者把握不可の大惨事となった。全戸数の55%である14,300戸を焼失。全人口の53%の62,200人が罹災し、市のシンボルである松山城へも焼夷弾攻撃を受けたが、大天守は焼失を免れる。米軍機の損失はなかった（『アメリカ軍松山爆撃報告書』による）。なお、松山地方裁判所検事正からの7月30日付の報告書には、死者301名、重軽傷者520名、行方不明12名、罹災民約82,000名と記されている。
- 7月26日 平空襲
- 7月26日  徳山大空襲（2回目） B-29・約100機。死者482人、負傷者469人。市街地の90%を焼失。5月10日の空襲と合わせて旧徳山市街地は壊滅した。
- 7月27日 2度目の鹿児島空襲。昼12時45分頃、3梯団からなるＢ29の爆撃を受けた。
- 7月28日 青森大空襲 B-29・61機。死傷者1767人。焼失家屋18,045戸（市街地の88%）。新型のM74六角焼夷弾が使用され、東北地方では最大の被害を出した。
- 7月28日-29日 2回目の一宮空襲。午後10時頃、B-29約260機が愛知県一宮市上空に侵入し、油脂焼夷弾の波状攻撃を行った。2回に及ぶ空襲で市街地面積の80％が灰燼に帰し、罹災戸数は全市戸数の83％にあたる10,468戸、罹災者は全市人口の71％にあたる41,027名、内死者727名、負傷者4,187名に達した。
- 7月28日-29日 宇治山田空襲。市街地面積の5割に相当する27,751.35m2、全戸数の3割に相当する4,517戸を焼失、総人口の35%に相当する22,600人が罹災[57]（死者75人、負傷者111人[58]）。伊勢神宮の正殿は内宮・外宮とも無事であった[59]。
- 7月29日 浜松艦砲射撃。死者177人。周辺の被害も含む。
- 7月29日 大垣空襲。死者50人、負傷者約100人、全半壊家屋約4,900戸、罹災者約30,000人。大垣城、開闡寺などが焼失。
- 7月29日 三重県津市の国宝建造物である観音寺本堂、大宝院本堂（阿弥陀堂）、西来寺奥殿が戦災で焼失。
- 7月31日 清水艦砲射撃。死者44人。7隻の駆逐艦によるもの。

#### 1945年7月21日米軍報告書
米軍陸軍第20航空部隊が対日爆撃の中間総括を試みる報告書『中小工業都市地域への爆撃』のなかで、6月15日の大阪への空襲（第4回大阪大空襲）を以って第20航空軍によって優先目標と認められた「指定工業集中地区」の実質的な破壊を完了したとし、さらなる破壊効果増大のために攻撃目標として中小都市を含む180都市を人口に基づいて順位付けし、リストアップした。
| No | 都市     | 都道府県 | No | 都市     | 都道府県 | No  | 都市       | 都道府県 | No  | 都市     | 都道府県 |
| -- | -------- | -------- | -- | -------- | -------- | --- | ---------- | -------- | --- | -------- | -------- |
| 1  | 東京     | 東京都   | 46 | 宇部市   | 山口県   | 91  | 今治市     | 愛媛県   | 136 | 石巻市   | 宮城県   |
| 2  | 大阪市   | 大阪府   | 47 | 青森市   | 青森県   | 92  | 松江市     | 島根県   | 137 | 日田市   | 大分県   |
| 3  | 名古屋市 | 愛知県   | 48 | 福井市   | 福井県   | 93  | 沼津市     | 静岡県   | 138 | 土浦市   | 茨城県   |
| 4  | 京都市   | 京都府   | 49 | 川口市   | 埼玉県   | 94  | 宇治山田市 | 三重県   | 139 | 彦根市   | 滋賀県   |
| 5  | 横浜市   | 神奈川県 | 50 | 秋田市   | 秋田県   | 95  | 宇和島市   | 愛媛県   | 140 | 鶴岡市   | 山形県   |
| 6  | 神戸市   | 兵庫県   | 51 | 千葉市   | 千葉県   | 96  | 小田原市   | 神奈川県 | 141 | 池田市   | 大阪府   |
| 7  | 広島市   | 広島県   | 52 | 盛岡市   | 岩手県   | 97  | 小松市     | 石川県   | 142 | 玉野市   | 岡山県   |
| 8  | 福岡市   | 福岡県   | 53 | 久留米市 | 福岡県   | 98  | 弘前市     | 青森県   | 143 | 松阪市   | 三重県   |
| 9  | 川崎市   | 神奈川県 | 54 | 若松市   | 福岡県   | 99  | 岩国市     | 山口県   | 144 | 上田市   | 長野県   |
| 10 | 呉市     | 広島県   | 55 | 宇都宮市 | 栃木県   | 100 | 船橋市     | 千葉県   | 145 | 飾磨市   | 兵庫県   |
| 11 | 八幡市   | 福岡県   | 56 | 旭川市   | 北海道   | 101 | 佐賀市     | 佐賀県   | 146 | 川内市   | 鹿児島県 |
| 12 | 長崎市   | 長崎県   | 57 | 前橋市   | 群馬県   | 102 | 東舞鶴市   | 京都府   | 147 | 能代市   | 秋田県   |
| 13 | 仙台市   | 宮城県   | 58 | 桐生市   | 群馬県   | 103 | 鳥取市     | 鳥取県   | 148 | 立川市   | 東京都   |
| 14 | 札幌市   | 北海道   | 59 | 戸畑市   | 福岡県   | 104 | 半田市     | 愛知県   | 149 | 西条市   | 愛媛県   |
| 15 | 静岡市   | 静岡県   | 60 | 岡崎市   | 愛知県   | 105 | 熊谷市     | 埼玉県   | 150 | 八代市   | 熊本県   |
| 16 | 熊本市   | 熊本県   | 61 | 日立市   | 茨城県   | 106 | 米沢市     | 山形県   | 151 | 伊丹市   | 兵庫県   |
| 17 | 佐世保市 | 長崎県   | 62 | 延岡市   | 宮崎県   | 107 | 尾道市     | 広島県   | 152 | 下松市   | 山口県   |
| 18 | 函館市   | 北海道   | 63 | 大分市   | 大分県   | 108 | 足利市     | 栃木県   | 153 | 三島市   | 静岡県   |
| 19 | 下関市   | 山口県   | 64 | 長野市   | 長野県   | 109 | 福島市     | 福島県   | 154 | 宮古市   | 岩手県   |
| 20 | 和歌山市 | 和歌山県 | 65 | 八戸市   | 青森県   | 110 | 若松市     | 福島県   | 155 | 佐伯市   | 大分県   |
| 21 | 横須賀市 | 神奈川県 | 66 | 松本市   | 長野県   | 111 | 明石市     | 兵庫県   | 156 | 新宮市   | 和歌山県 |
| 22 | 鹿児島市 | 鹿児島県 | 67 | 高崎市   | 群馬県   | 112 | 米子市     | 鳥取県   | 157 | 萩市     | 山口県   |
| 23 | 金沢市   | 石川県   | 68 | 一宮市   | 愛知県   | 113 | 直方市     | 福岡県   | 158 | 浜田市   | 島根県   |
| 24 | 堺市     | 大阪府   | 69 | 山形市   | 山形県   | 114 | 飯塚市     | 福岡県   | 159 | 倉敷市   | 岡山県   |
| 25 | 尼崎市   | 兵庫県   | 70 | 津市     | 三重県   | 115 | 岸和田市   | 大阪府   | 160 | 酒田市   | 山形県   |
| 26 | 小倉市   | 福岡県   | 71 | 清水市   | 静岡県   | 116 | 小野田市   | 山口県   | 161 | 福知山市 | 京都府   |
| 27 | 大牟田市 | 福岡県   | 72 | 大津市   | 滋賀県   | 117 | 瀬戸市     | 愛知県   | 162 | 八幡浜市 | 愛媛県   |
| 28 | 岐阜市   | 岐阜県   | 73 | 長岡市   | 新潟県   | 118 | 豊中市     | 大阪府   | 163 | 敦賀市   | 福井県   |
| 29 | 浜松市   | 静岡県   | 74 | 宮崎市   | 宮崎県   | 119 | 諌早市     | 長崎県   | 164 | 唐津市   | 佐賀県   |
| 30 | 小樽市   | 北海道   | 75 | 水戸市   | 茨城県   | 120 | 平塚市     | 神奈川県 | 165 | 高山市   | 岐阜県   |
| 31 | 岡山市   | 岡山県   | 76 | 吹田市   | 大阪府   | 121 | 新居浜市   | 愛媛県   | 166 | 栃木市   | 栃木県   |
| 32 | 新潟市   | 新潟県   | 77 | 別府市   | 大分県   | 122 | 釜石市     | 岩手県   | 167 | 島原市   | 長崎県   |
| 33 | 豊橋市   | 愛知県   | 78 | 釧路市   | 北海道   | 123 | 桑名市     | 三重県   | 168 | 高田市   | 新潟県   |
| 34 | 門司市   | 福岡県   | 79 | 八王子市 | 東京都   | 124 | 鎌倉市     | 神奈川県 | 169 | 平市     | 福島県   |
| 35 | 布施市   | 大阪府   | 80 | 奈良市   | 奈良県   | 125 | 岡谷市     | 長野県   | 170 | 七尾市   | 石川県   |
| 36 | 富山市   | 富山県   | 81 | 銚子市   | 千葉県   | 126 | 伊勢崎市   | 群馬県   | 171 | 舞鶴市   | 京都府   |
| 37 | 徳島市   | 徳島県   | 82 | 大宮市   | 埼玉県   | 127 | 津山市     | 岡山県   | 172 | 柏崎市   | 新潟県   |
| 38 | 松山市   | 愛媛県   | 83 | 浦和市   | 埼玉県   | 128 | 芦屋市     | 兵庫県   | 173 | 洲本市   | 兵庫県   |
| 39 | 西宮市   | 兵庫県   | 84 | 高岡市   | 富山県   | 129 | 三原市     | 広島県   | 174 | 中津市   | 大分県   |
| 40 | 高松市   | 香川県   | 85 | 防府市   | 山口県   | 130 | 徳山市     | 山口県   | 175 | 海南市   | 和歌山県 |
| 41 | 室蘭市   | 北海道   | 86 | 都城市   | 宮崎県   | 131 | 川越市     | 埼玉県   | 176 | 館山市   | 千葉県   |
| 42 | 高知市   | 高知県   | 87 | 市川市   | 千葉県   | 132 | 山口市     | 山口県   | 177 | 飯田市   | 長野県   |
| 43 | 姫路市   | 兵庫県   | 88 | 郡山市   | 福島県   | 133 | 藤沢市     | 神奈川県 | 178 | 丸亀市   | 香川県   |
| 44 | 四日市市 | 三重県   | 89 | 福山市   | 広島県   | 134 | 帯広市     | 北海道   | 179 | 多治見市 | 岐阜県   |
| 45 | 甲府市   | 山梨県   | 90 | 大垣市   | 岐阜県   | 135 | 三条市     | 新潟県   | 180 | 熱海市   | 静岡県   |

この中で、上表背景茶色の3都市については既に破壊済みであり、名古屋市には過去5回の攻撃を行いこれ以上の攻撃は不要であること、更に東京を含めた上表背景薄灰色の3都市はそれぞれ5回と4回ずつ攻撃を行なっており、それぞれあと1回ずつ最大努力の攻撃を行えばよいとされた。
また、都市爆撃を免除した3つの例を示した。
1. 原子爆弾の投下目標として、爆撃対象から除外された4都市（上表で背景赤色の都市）。
2. レーダーが作用しにくい地形であるために、夜間や悪天候での爆撃を免除されていた15都市（長崎市と上表で背景黄の都市）。
3. 北緯39度以北にあるため、硫黄島を基地として使用するまでは目標がサイパン島から遠すぎて攻撃不可能であった17都市（上表背景緑色の都市）。

#### 1945年8月

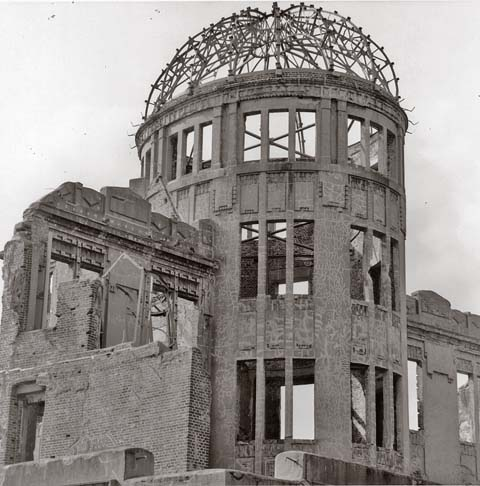
広島の原爆ドーム

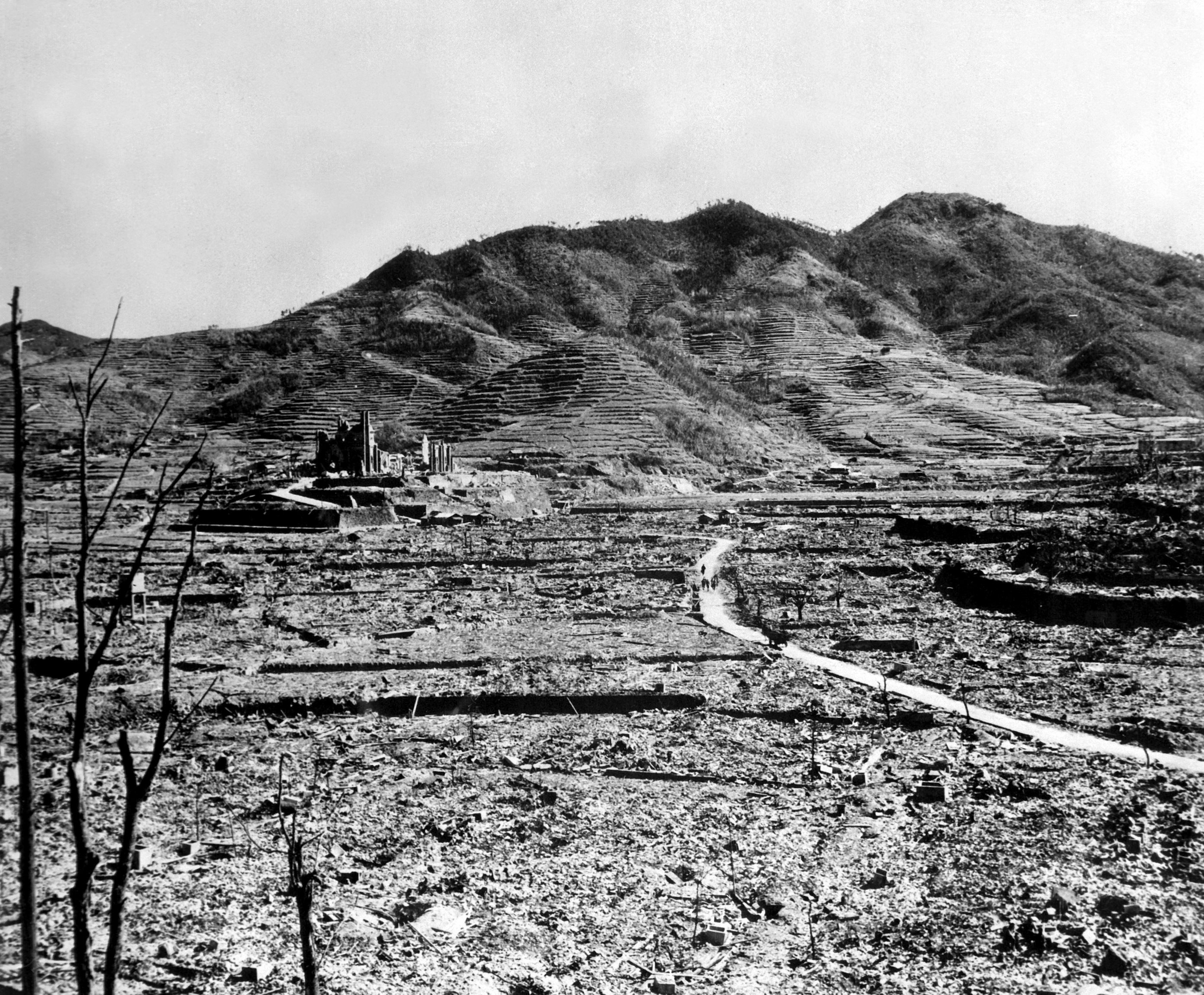
長崎への原爆投下によって廃墟と化した浦上天主堂付近

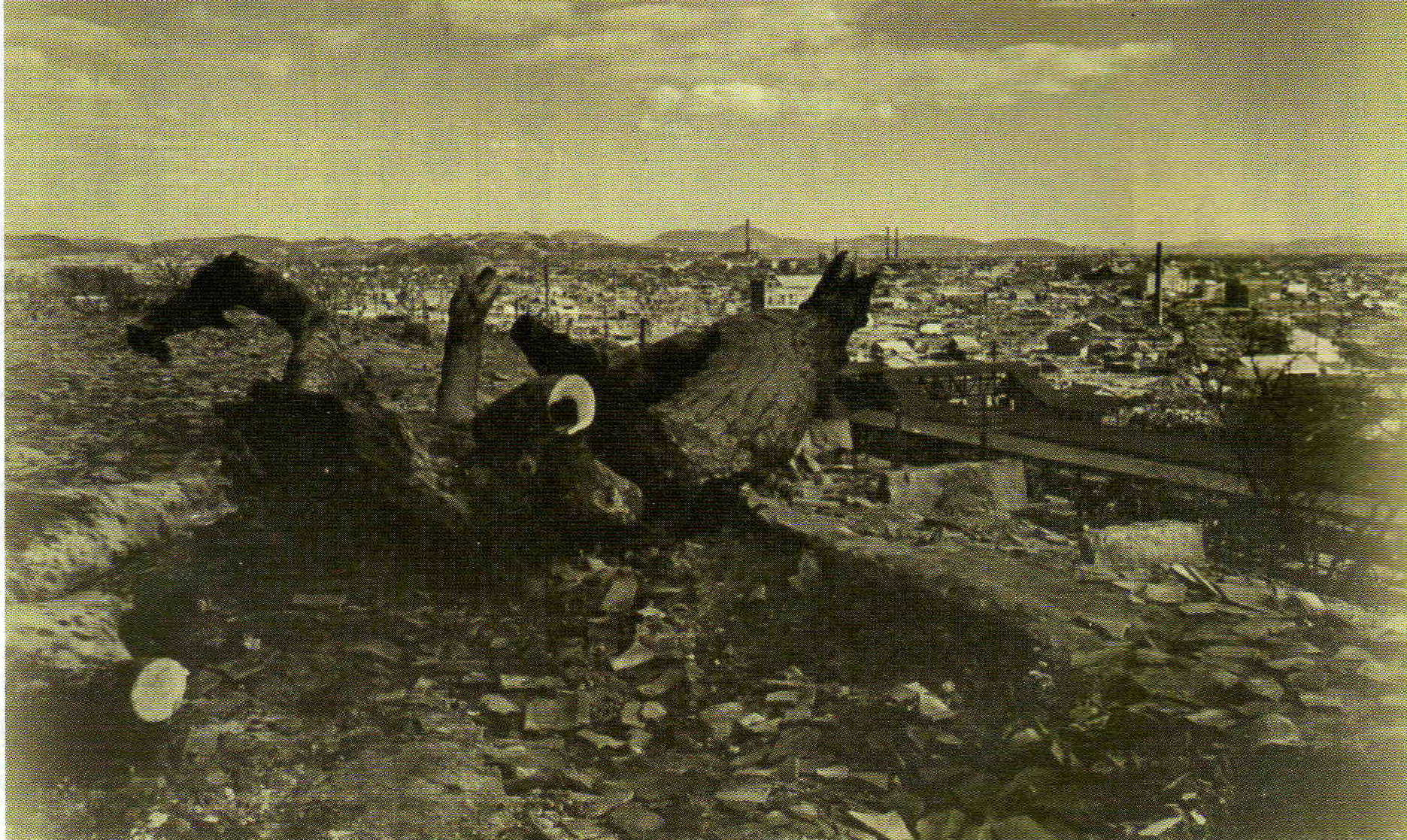
焼け野原になった福山城と福山市街地

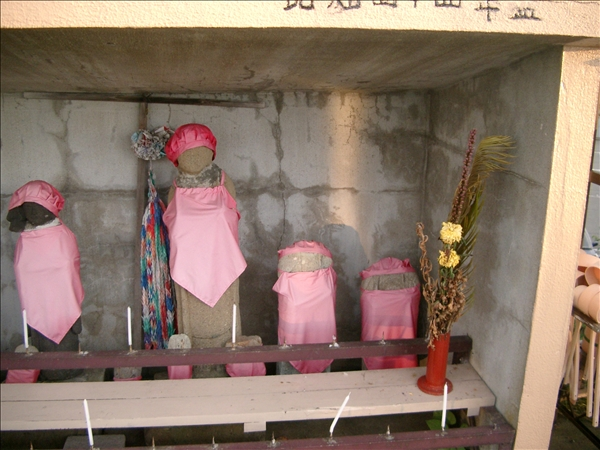
土崎空襲の爆弾破片で損傷した「首無し地蔵」
（秋田市飯島の雲祥院）

11月に予定していたオリンピック作戦（日本本土上陸）前に日本に残存する航空戦力を減らすため、日本側が東北地方へ集結させていた飛行機を破壊するため9日 - 10日にかけて爆撃を実施した。
- 8月1日 水戸空襲 B-29・99機。死者242人。負傷者1,293人。罹災人口5万605人。
- 8月1日 八王子空襲 B-29・169機。死者445人。負傷者2,000人以上。焼失家屋14,000戸。罹災人口77,000人。
- 8月1日 長岡空襲 B-29・125機。死者1,486人。焼失家屋11,986戸。
- 8月2日 富山大空襲 B-29・174機。死者2,737人。負傷者7,900人。焼失家屋24,914戸（市街地の99.5%）。罹災人口109,592人。広島・長崎の原爆を除けば地方都市として最大の被害。
- 8月4日 艦上戦闘機グラマンによる豊後森機関区空襲
- 8月5日 前橋空襲 B-29・92機。死傷者1,323人。
- 8月5日 佐賀空襲
- 8月5-6日 今治空襲 B-29・約70機。死者454人、重傷者150人、被災者34,200人、市街地の80%が焼失。
- 8月6日 広島原爆
- 8月7日 豊川空襲。豊川海軍工廠が空襲で壊滅。死者2477人。
- 8月8日 福山大空襲 B-29・91機。死者354人、負傷者864人、焼失家屋数10,179戸、被災人口47,326人（福山市民82%が被災）。同年6月にはグラマンF6F艦上戦闘機によって福山海軍航空隊への機銃掃射が行われていた。
- 8月8日 八幡大空襲。B-29・127機。死者2,952人、焼失家屋数14,380戸。このときの火災による煙が、翌日の原爆の投下目標を小倉から長崎に変更させる一因となった。
- 8月9日 長崎原爆
- 8月9日 大湊空襲。死者129名、負傷者300名以上。敷設艦常磐などが大破。
- 8月9日 釜石艦砲射撃。2回目。少なくとも死者301人。爆音は秋田市まで響いたという[61]。
- 8月10日 花巻空襲
- 8月10日 熊本空襲
- 8月10日 小林市空襲　数機の米軍機が来襲、機銃掃射 。爆撃はなかったが、1機が勤労奉仕に出ていた西小林国民学校（当時：現在の小学校に相当）の女子児童らを銃撃、児童5人を含む10人の死者と同数程度の重軽傷者が出る[62][63]。
- 8月11日 久留米空襲。日中、B-24が市街地を空襲し、久留米駅が全焼。死者約210人[注釈 3]。焼失家屋4,506戸。
- 8月11日 加治木空襲 ダグラスA-20爆撃機18機による2回目の空襲。死者26人。役場をはじめ、諸官庁、学校がほとんど焼失。送電線・電話線も焼け、ラジオも聞けなかった。
- 8月12日 阿久根空襲 日中、ロッキードP-38戦闘爆撃機が阿久根市中心部と市街地を空襲。死者14名、負傷者多数、被災家屋850戸以上。市街地が壊滅状態となり行政機関や阿久根駅も全焼。
- 8月13日 長野空襲 長野市と長野県上田市に艦載機62機による空襲。
- 8月14日 岩国空襲 30分続き、2,839発の爆弾が投下され、、街には15 - 20メートルくらいの穴が無数に空いた[22]。この空襲の帰りに同じ山口県内の光にも空襲があった。死者・行方不明者数は547名とされているが、1,200名以上とも言われている。
- 8月14日 山口県光市 光海軍工廠空襲 死者738人。
- 8月14-15日 熊谷空襲 B-29・89機。死傷者687人。
- 8月14-15日 伊勢崎空襲 B-29・93機。
- 8月14-15日 小田原空襲 死者30 - 50人。伊勢崎と熊谷を空襲したB-29が帰路に余った爆弾を投下した[64]。
- 8月14-15日 土崎空襲 B-29・132機。死者250人超、製油所全滅。
- 8月15日 イギリス海軍機による千葉空襲。第二次世界大戦最後の空襲。正午に停戦。
- 8月22日 豊原空襲 樺太の戦いにおいて、ソ連軍機が南樺太の豊原市街を爆撃。民間人死者100人以上、焼失家屋400戸以上[65]。

## 日本本土空襲の描写が登場する作品
- 東京大空襲については「東京大空襲#東京大空襲の描写が登場する作品」を参照
- 広島市への原子爆弾投下については「広島原爆をテーマとした作品」を参照
- 長崎市への原子爆弾投下については長崎市への原子爆弾投下#長崎原爆をテーマとした作品を参照。
- 『時計は生きていた』1973年
- 『ミッドウェイ』（原題：Midway） 2019年：1942年6月のミッドウェー海戦に先んじて4月に行われたドーリットル空襲の様子を、アメリカ軍側の視点から描いている。
- 『なれのはて』 男性アイドルグループ・NEWSのメンバーである加藤シゲアキによる小説。日本最後の空襲と言われる秋田県・土崎空襲を描いた作品。2023年12月14日、第170回直木三十五賞候補に選出された（受賞は逃した）。